# Cuisine dauphinoise

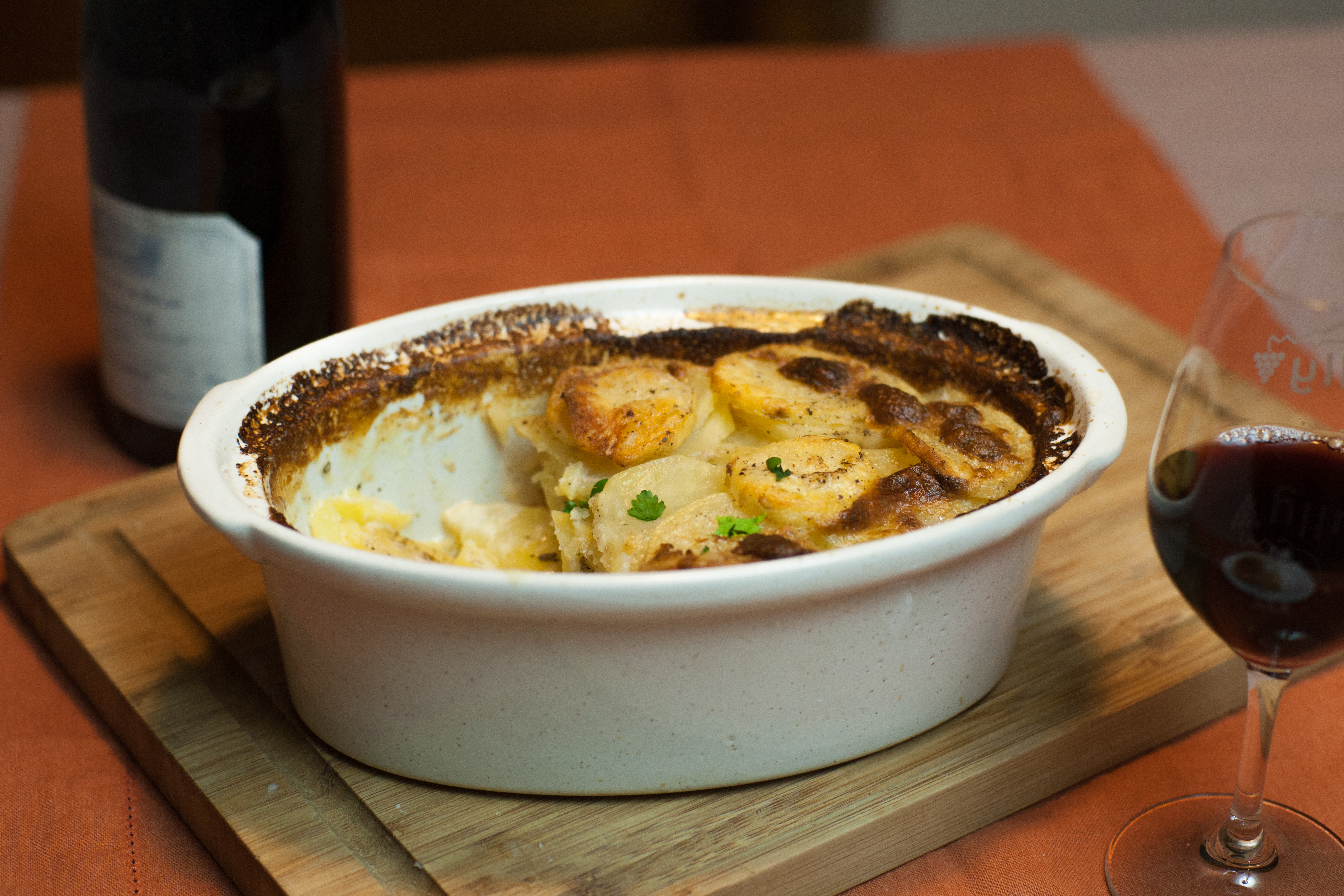
Le traditionnel Gratin dauphinois.

La cuisine dauphinoise, qui correspond aux trois départements de la Drôme, des Hautes-Alpes et de l'Isère, est un compromis entre celle de la Provence et celle de la Savoie. Elle tire donc ses racines à la fois dans une tradition méditerranéenne et alpine, ce qui lui a donné des spécificités qui lui sont propres. Constituée des massifs montagneux de la Chartreuse, du Vercors, de Belledonne, bordés par leurs vallées et leurs bassins environnants, Pelvoux, Champsaur, Valgaudemar, Trièves, Dévoluy et Diois, la géographie du Dauphiné distingue une cuisine des plaines, riche en fruits et légumes, notamment la noix, et la cuisine des montagnes qui privilégie la farine de froment, les œufs, les pommes de terre, quelques légumes rustiques ainsi que les viandes de porc, de mouton et de chèvre.

## Produits

### Charcuterie
- Le murçon est un saucisson à cuire, spécialité charcutière de La Mure, composé de chair de porc hachée et de morceaux plus gros, aromatisé au carvi.

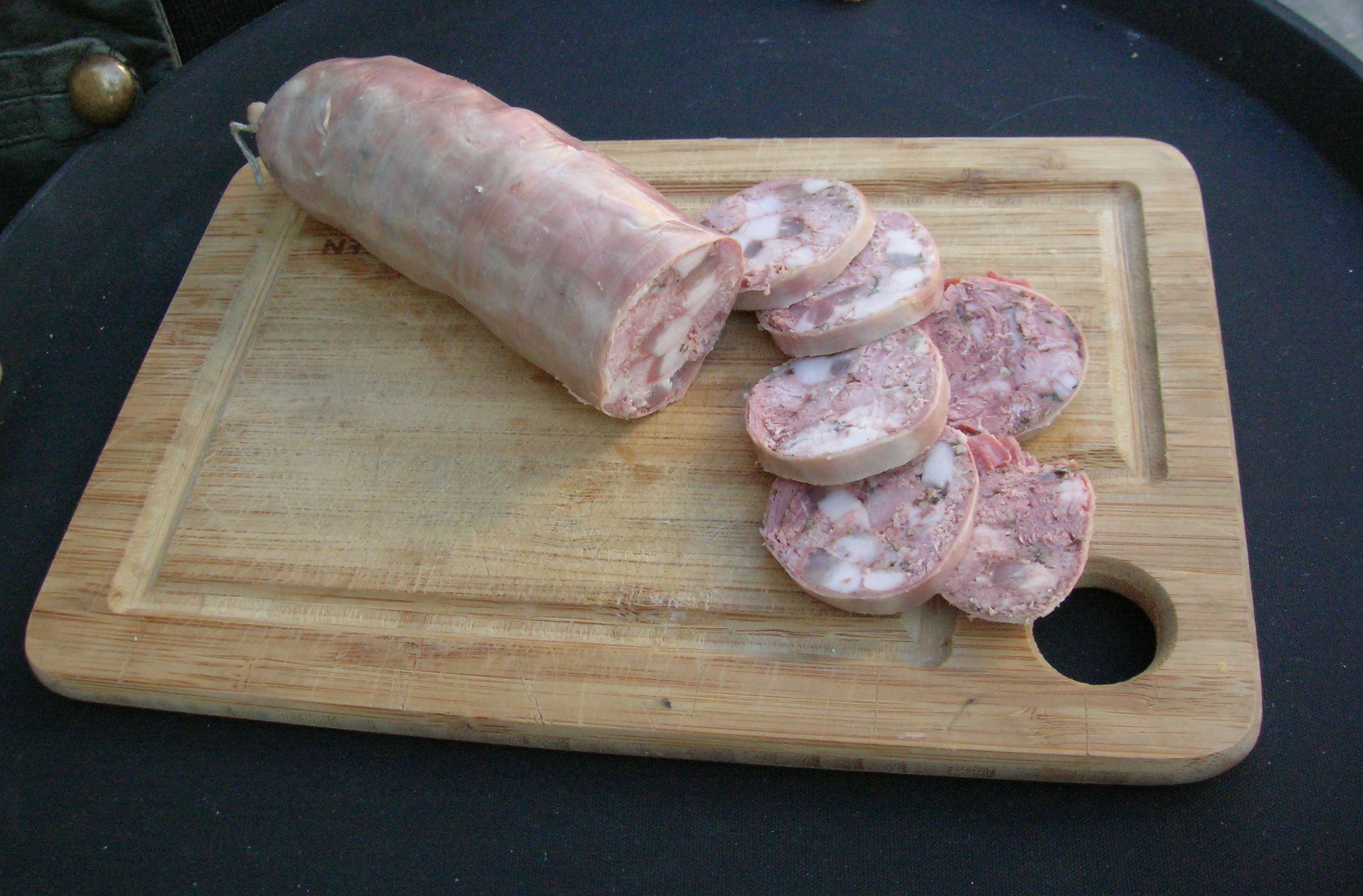
Murçon de La Mure.
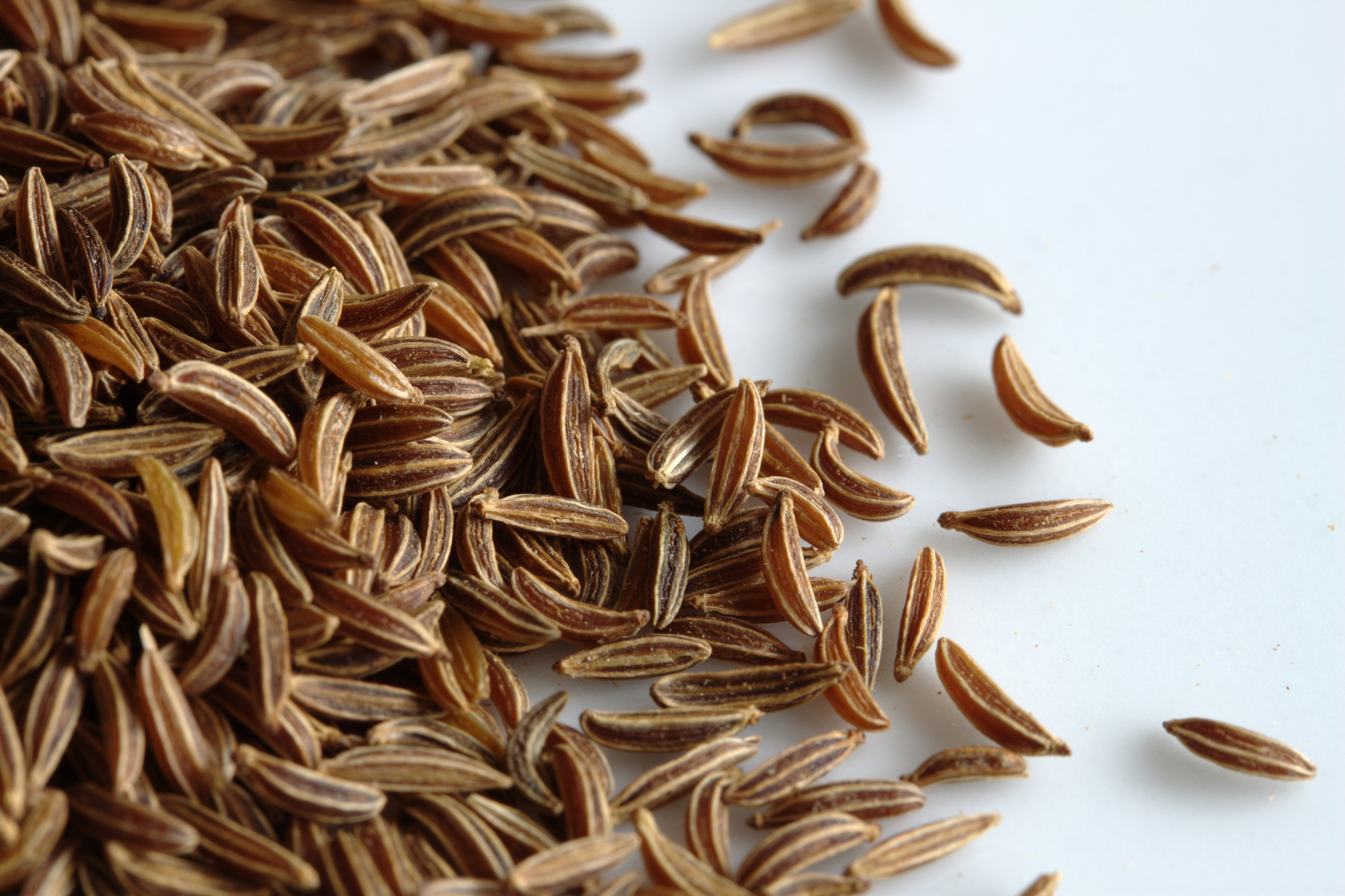
Graines de carvi.

### Céréale

#### Petit épeautre de Haute-Provence
Les indications géographiques petit épeautre de Haute-Provence et la farine issue de cette céréale sont tous deux préservées par une IGP (Indication géographique protégée), depuis 2007 pour le premier, et 2010 pour la seconde. Cette préservation officielle s'ajoute à celle, privée, de l'association internationale Slow Food qui, depuis 2005, a classé cette production agricole parmi les Sentinelles du goût,.

### Olive

#### Huile d'olive de Nyons
L'appellation d'origine huile d'olive de Nyons est préservée par une AOC (Appellation d'origine contrôlée).

#### Olive de Nyons

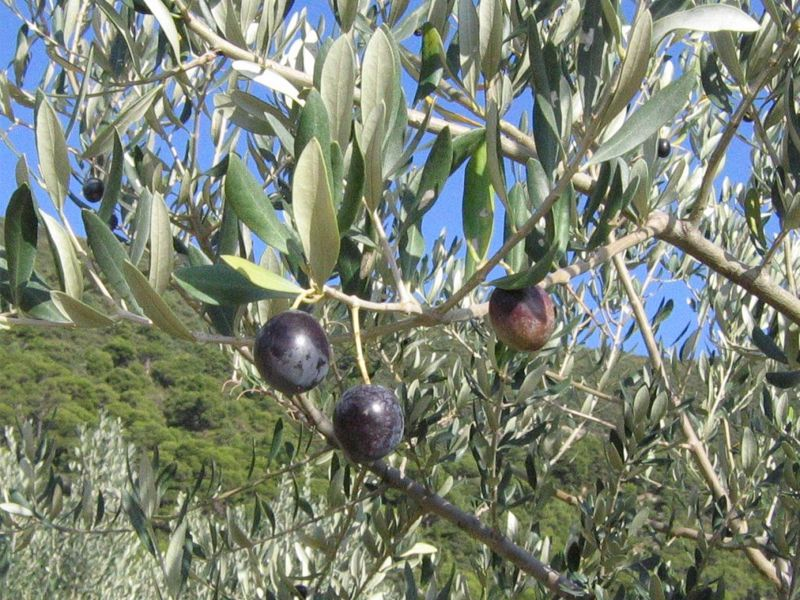
Olive noire de Nyons.

L'appellation d'origine olive noire de Nyons est préservée par une AOC.

#### Huile d'olive de la Drôme provençale
L'appellation d'origine huile d'olive de Provence est préservée par une AOC à la suite d'une enquête diligentée par l'INAO[réf. nécessaire], dont les conclusions ont été déposées auprès de la commission le 26 octobre 2006 et la signature du décret paru au Journal officiel, le 14 mars 2007. Rochegude est la seule commune de la Drôme à produire cette AOC.

### Plante
La batavia rouge grenobloise ou "gloire du Dauphiné". L’essor de leur culture dans la région de Grenoble qui concentre les trois quarts de la production remonte aux années 1920.

### Fruit

#### Noix de Grenoble

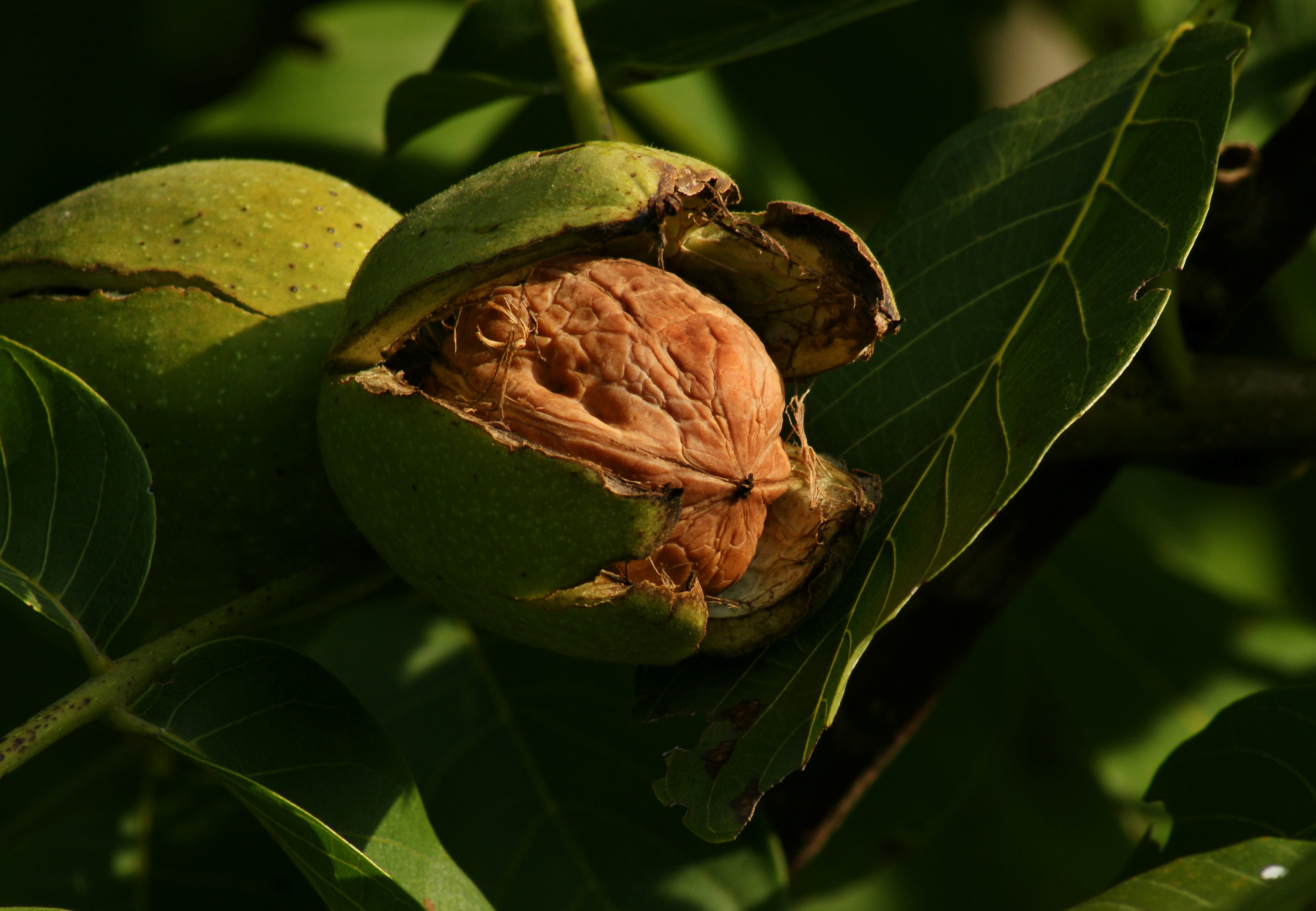
Noix de Grenoble.

L'appellation d'origine noix de Grenoble est préservée par le décret-loi du 17 juin 1938. L'aire de production couvre 259 communes sur trois départements dont 183 en Isère, 47 dans la Drôme et 29 en Savoie, principalement le long de la vallée de l’Isère.

#### Pommes des Alpes

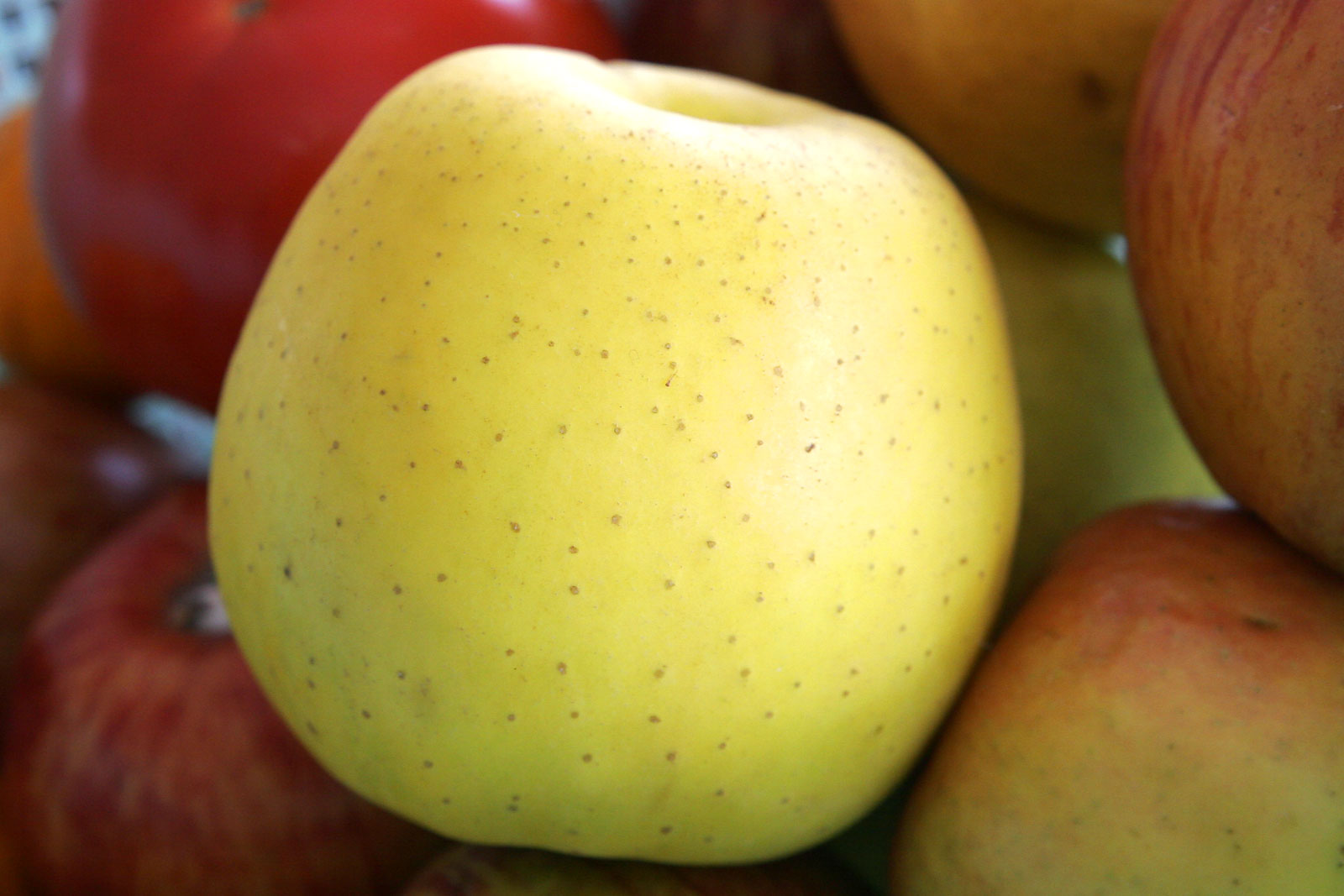
Pommes des Alpes.

Les Pommes des Alpes de Haute-Durance qui sont de variétés golden et gala proviennent de six cantons des Alpes-de-Haute-Provence et de treize cantons des Hautes-Alpes situés entre 450 mètres et 900 mètres d’altitude.

#### Ail blanc de la Drôme
L'indication géographique ail blanc de la Drôme est préservée par une IGP.

#### Châtaigne d'Ardèche
L'appellation d'origine châtaigne d'Ardèche est préservée par une AOC, depuis le 30 juin 2006. Cette préservation concerne la châtaigne fraîche et sèche, les brises de châtaignes sèches, la farine, la purée et les châtaignes entières épluchées. Son terroir couvre 108 communes de l'Ardèche, 7 du Gard et 2 de la Drôme.
- Gervans
- Tain-l'Hermitage.

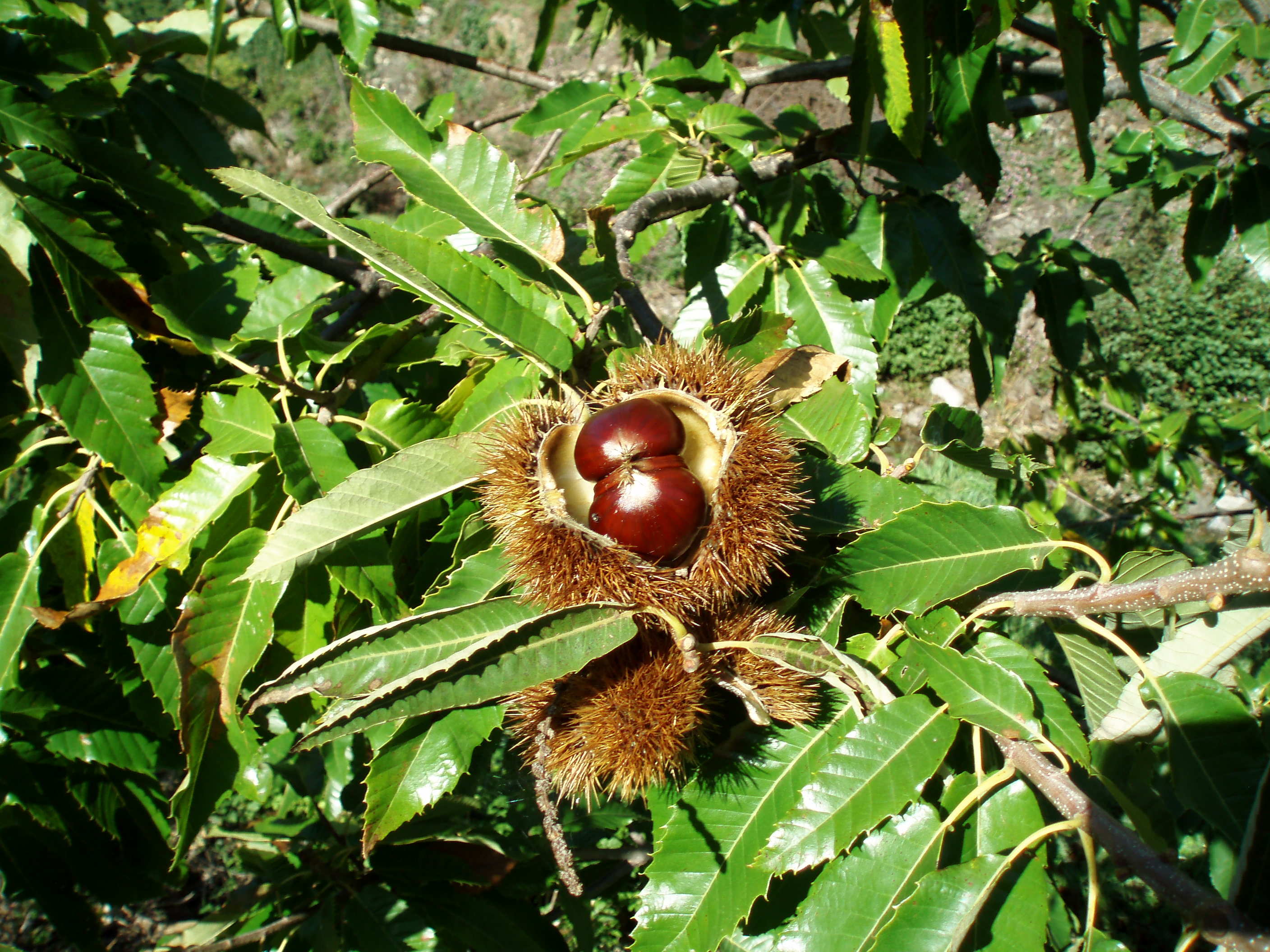
Châtaignes des Cévennes.
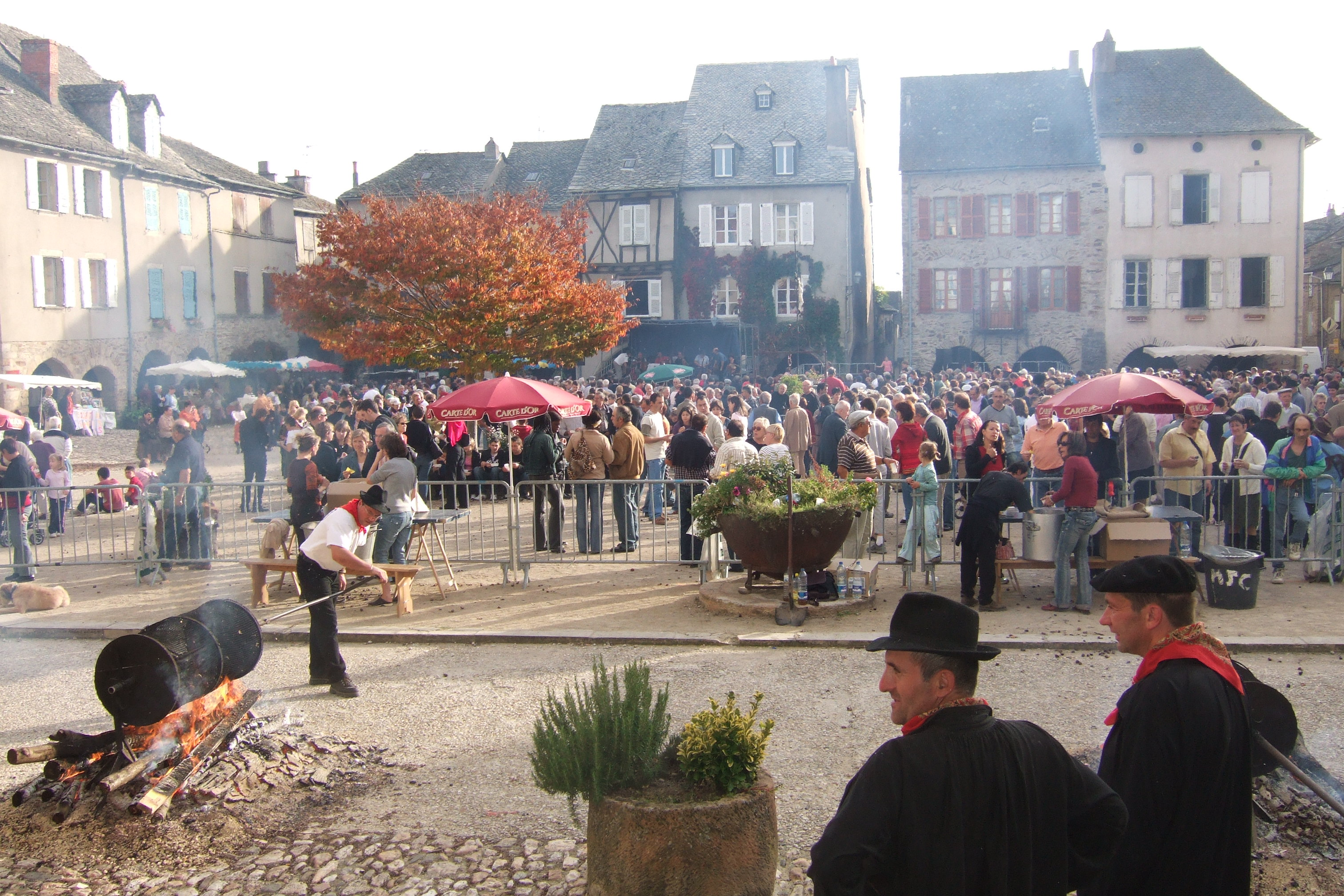
Castagnade.

### Élevage
- Agneau de la Drôme
- Agneau des Préalpes
- Agneau des Adrets
- Bœuf de Chambarans
- Chapon du Dauphiné
- Volailles de la Drôme

### Champignon

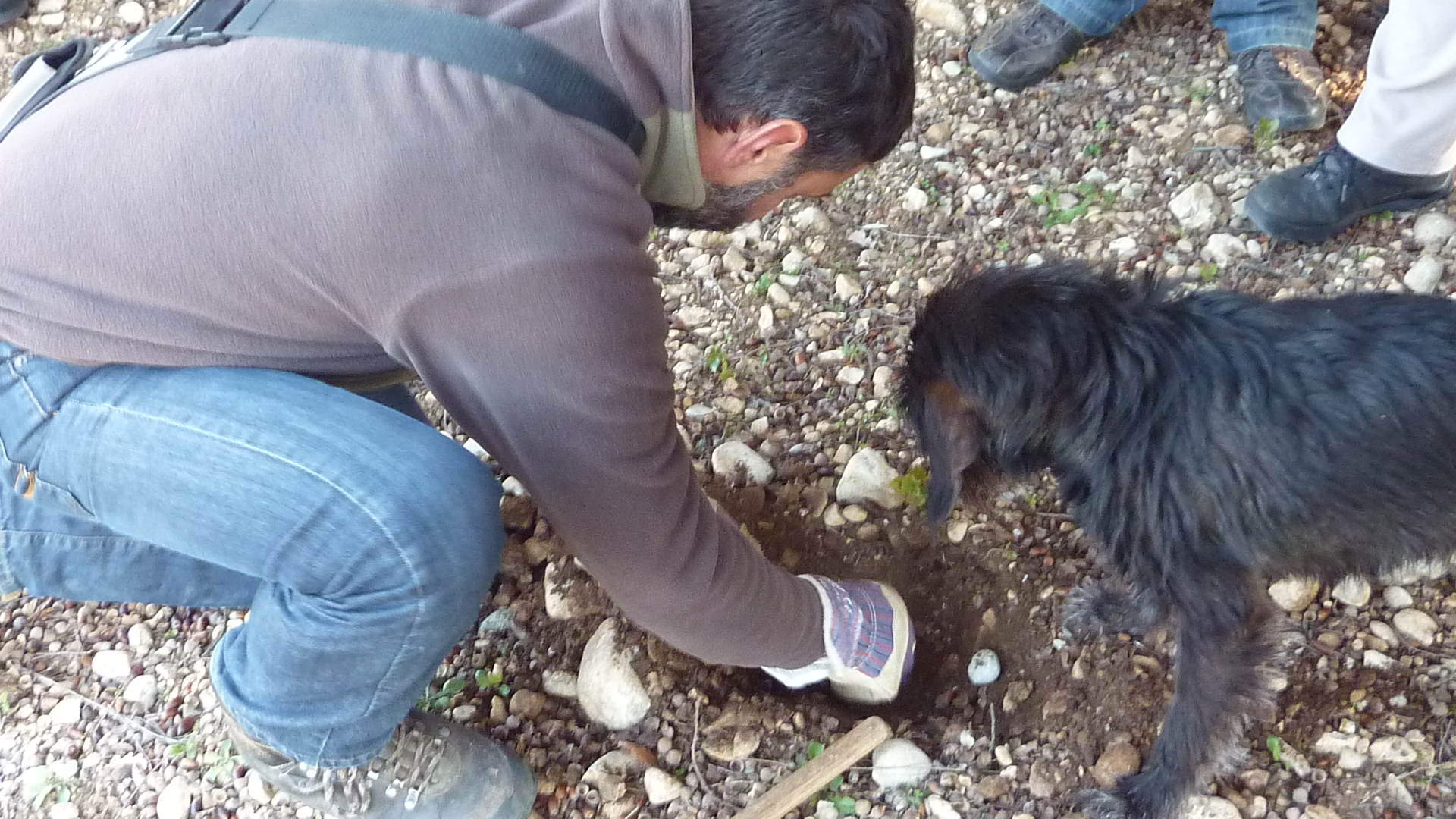
Rabassier et son chien.

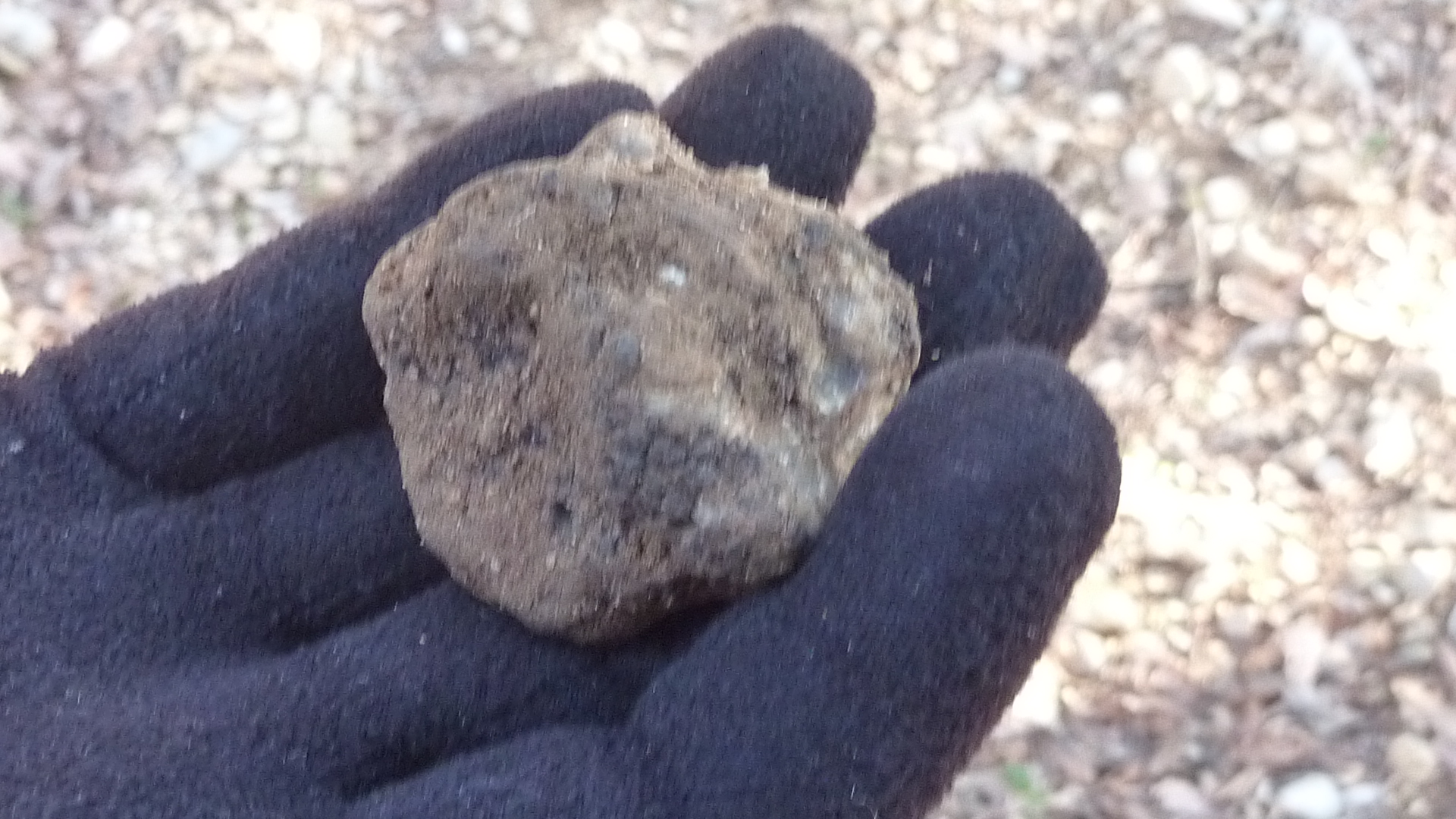
Tuber melanosporum, parfois qualifié de « diamant noir » dans la littérature gastronomique ou le vocabulaire commercial.

La production de truffe noire du Tricastin s'étend sur 68 communes de la Drôme et 15 communes de Vaucluse. La filière applique une stérilisation en première ébullition et uniquement avec des Tuber melanosporum.
Dans cette région, comme dans d'autres, les trufficulteurs se sont regroupés en syndicat de producteurs comme ceux de la Drôme des collines (et Isère limitrophe) ou le syndicat général de la truffe noire du Tricastin, qui a son siège social à la Maison de la Truffe et du Tricastin, à Saint-Paul-Trois-Châteaux.

### Fromage

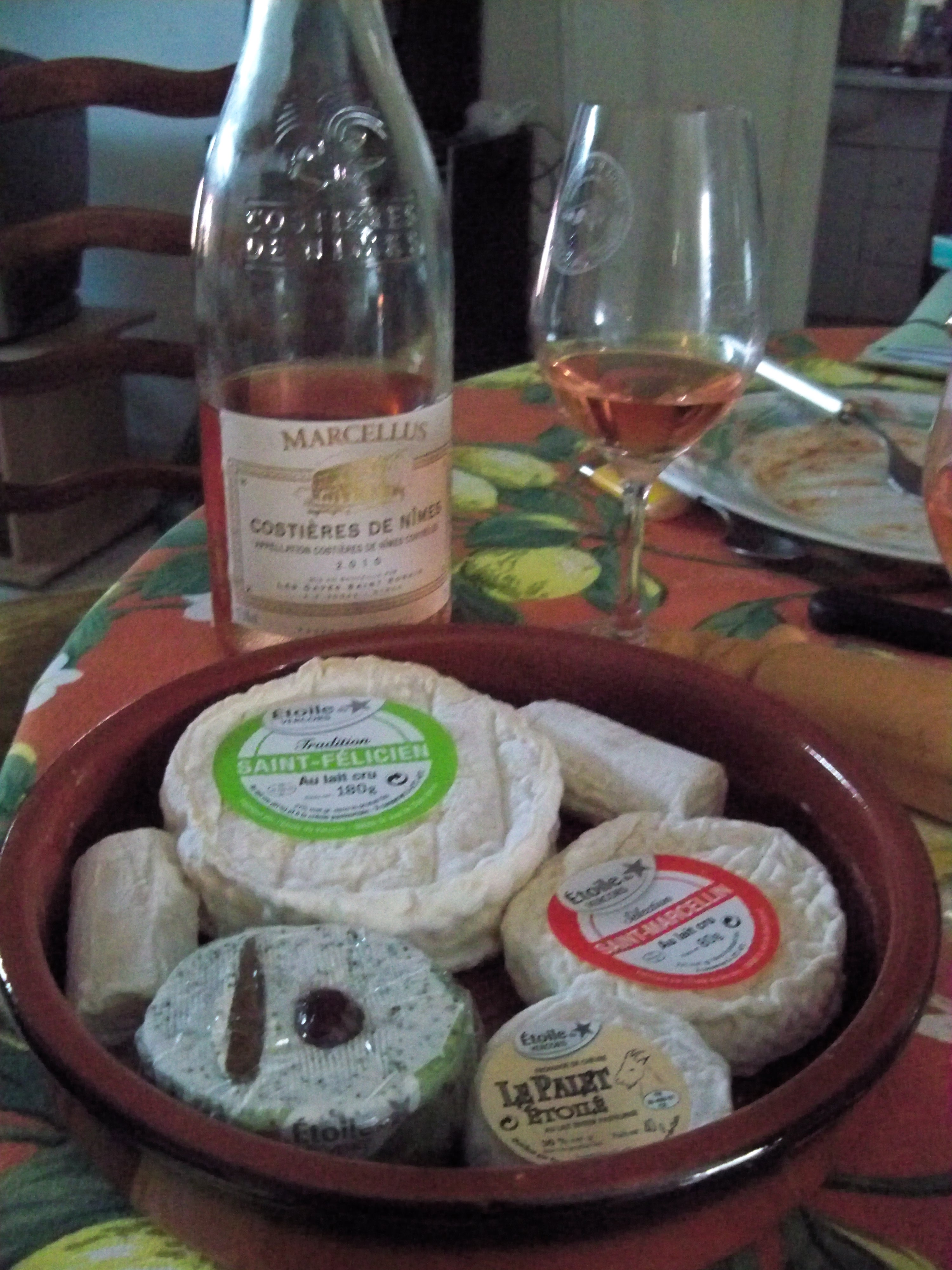
Plateau de fromages du Dauphiné du commerce.

- Bleu du Vercors-Sassenage
- Bleu du Queyras
- Pétafine
- Foudjou
- Picodon
- Saint-félicien
- Saint-laurent
- Saint-marcellin
- Tomme du Champsaur

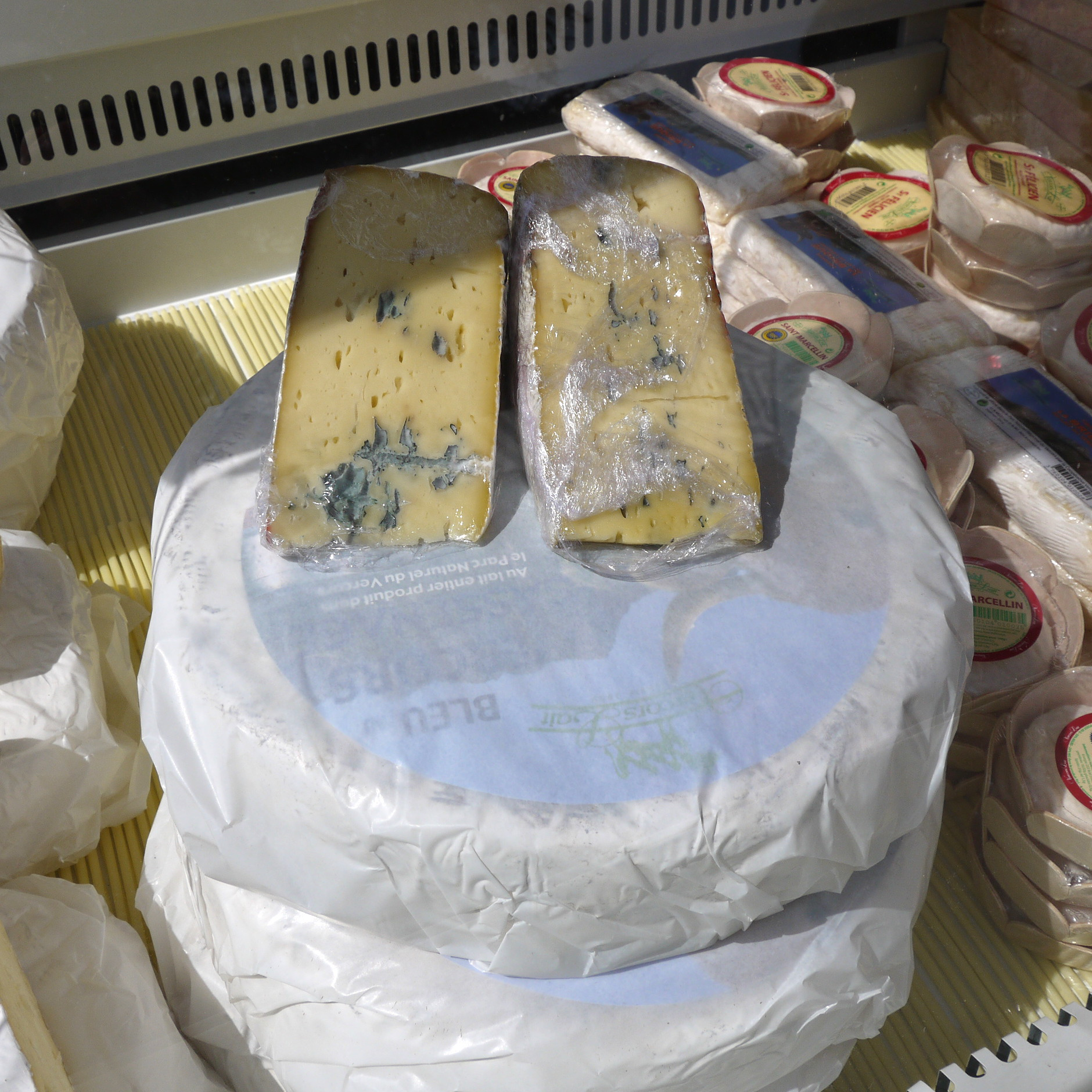
Étalage de Bleu du Vercors-Sassenage.
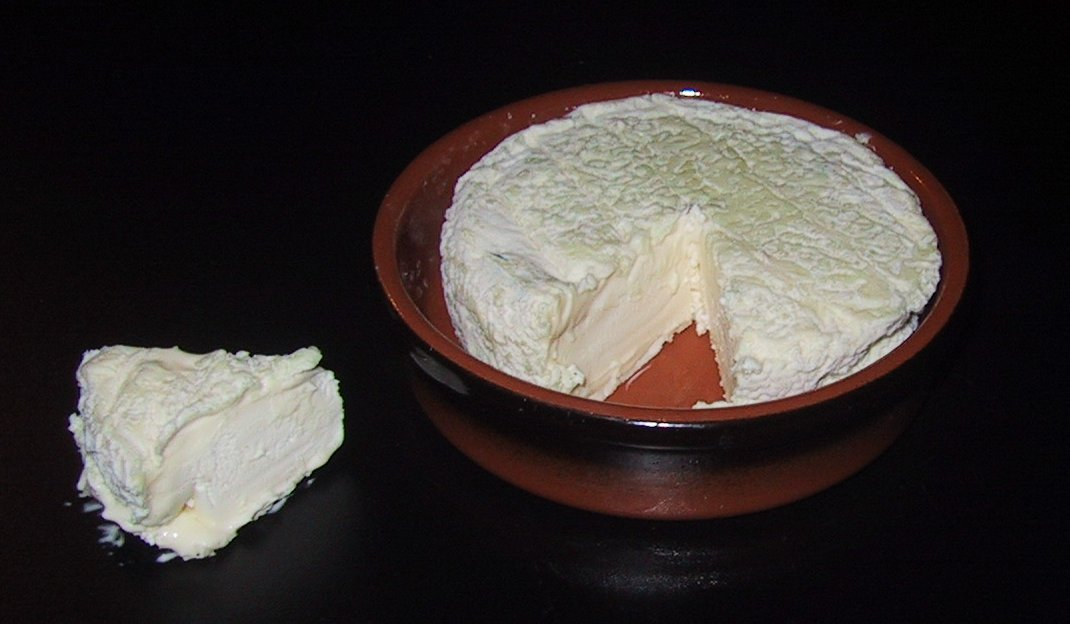
Le saint-félicien.
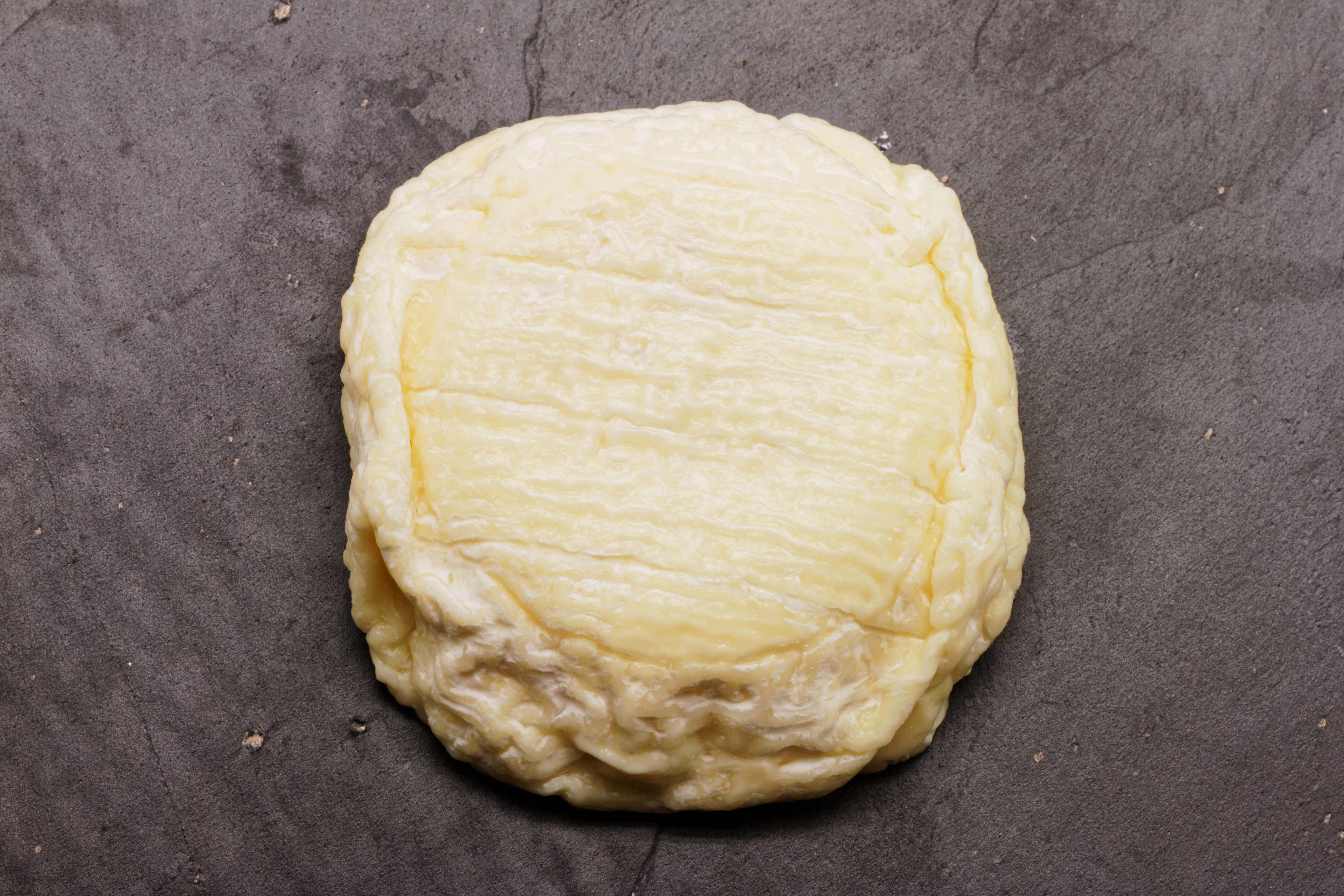
Le saint-marcellin.

### Chocolat et confiserie

#### Nougat de Montélimar
Le nougat de Montélimar est une mention réservée à des confiseries du commerce contenant au minimum soit 30 % d'amandes, soit 28 % d'amandes plus 2 % de pistaches, et 25 % de miel. La fabrication est soit industrielle, soit traditionnelle (cuisson au chaudron). Treize entreprises en assurent la fabrication.

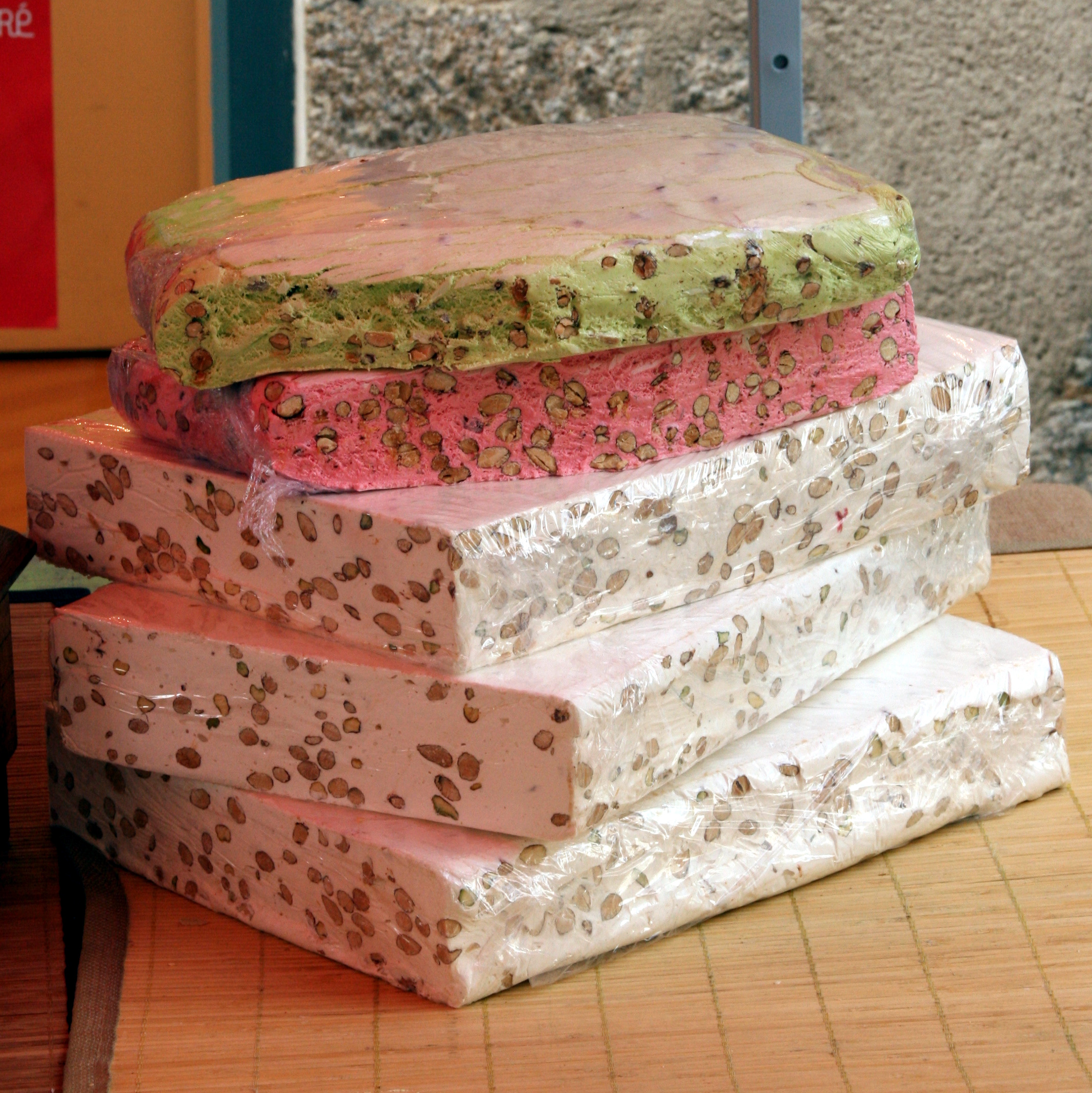
Nougat de Montélimar.

#### Le Chocolat Bonnat
Chocolat Bonnat est une chocolaterie française créée en 1884 par Félix Bonnat dans la commune de Voiron en Isère.

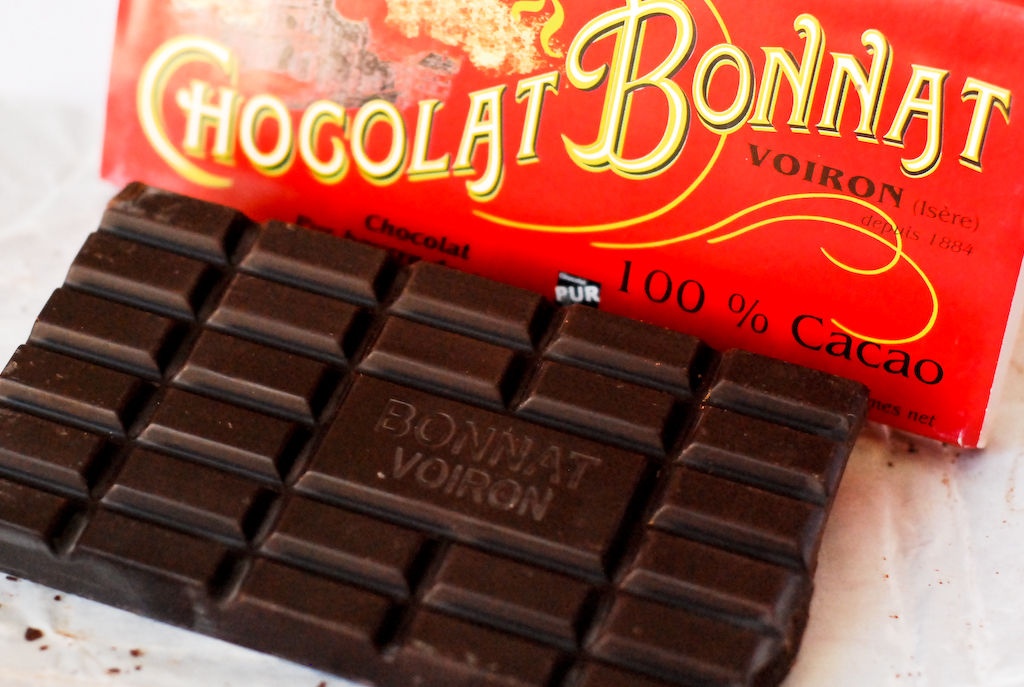
Une tablette de chocolat Bonnat.
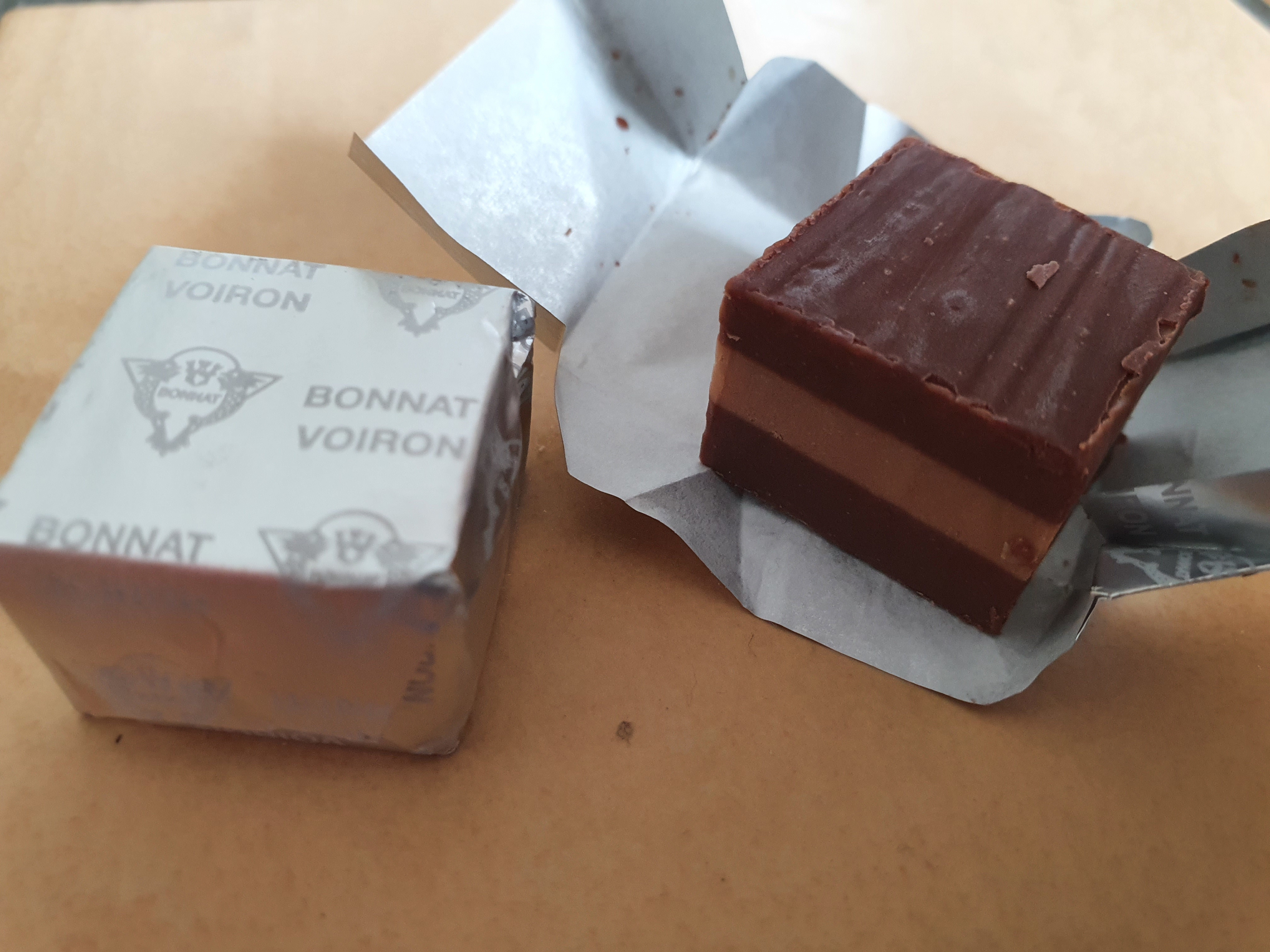
Le Pavé de Voiron[13].

#### Le Chocolat Valrhona
Valrhona est l'enseigne d'une entreprise de l'industrie agroalimentaire drômoise spécialisée dans la transformation du cacao. Son siège social est installé dans la petite ville de Tain-l'Hermitage, au nord de la ville de Valence. La société a été créée en 1922 par un chef pâtissier français, Albéric Guironnet, originaire de la vallée du Rhône. La société est de dimension mondiale avec cinq filiales et présente dans soixante pays.

### Miel

#### Miel de lavande de la Drôme Provençale
L'indication géographique miel de Provence est commercialement préservée par une Indication géographique protégée. En 2009, les miels Label rouge « toutes fleurs » ainsi que « lavande et lavandin » lui ont été associés. Sa récolte se fait en Drôme provençale.

#### Miel de châtaignier
Plutôt liquide et fort en goût, ce miel provient des fleurs de châtaignier des montagnes du Vivarais.

### Alcools

#### Chartreuse verte et jaune

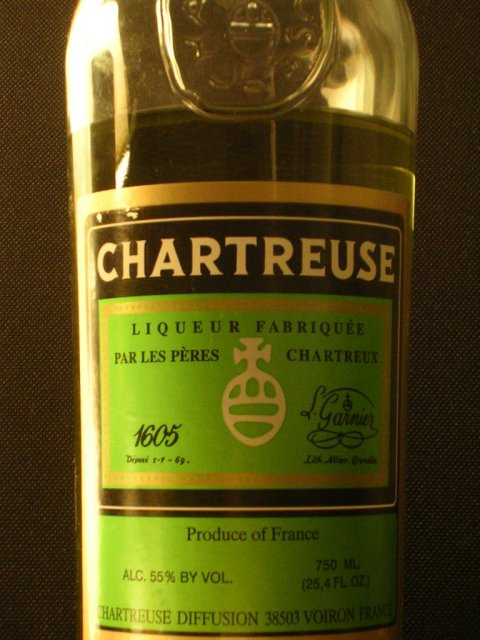
Chartreuse verte.

La chartreuse  tire ses origines dans une liqueur verte et jaune, fabriquée par les moines chartreux en Isère, en bordure du Massif de la Chartreuse. Aujourd'hui, les liqueurs sont produites à Voiron, en utilisant un mélange de plantes et d'herbes préparé par deux moines du monastère de la Grande-Chartreuse. La recette exacte de la chartreuse demeure secrète et n'est connue que des deux moines qui préparent le mélange végétal. La recette ne faisant pas l'objet d'un brevet, son secret n'expire pas et permet donc de préserver le monopole de l'ordre cartusien. Depuis 1970, la société Chartreuse Diffusion se charge du conditionnement, de la publicité et de la vente.

#### Génépi

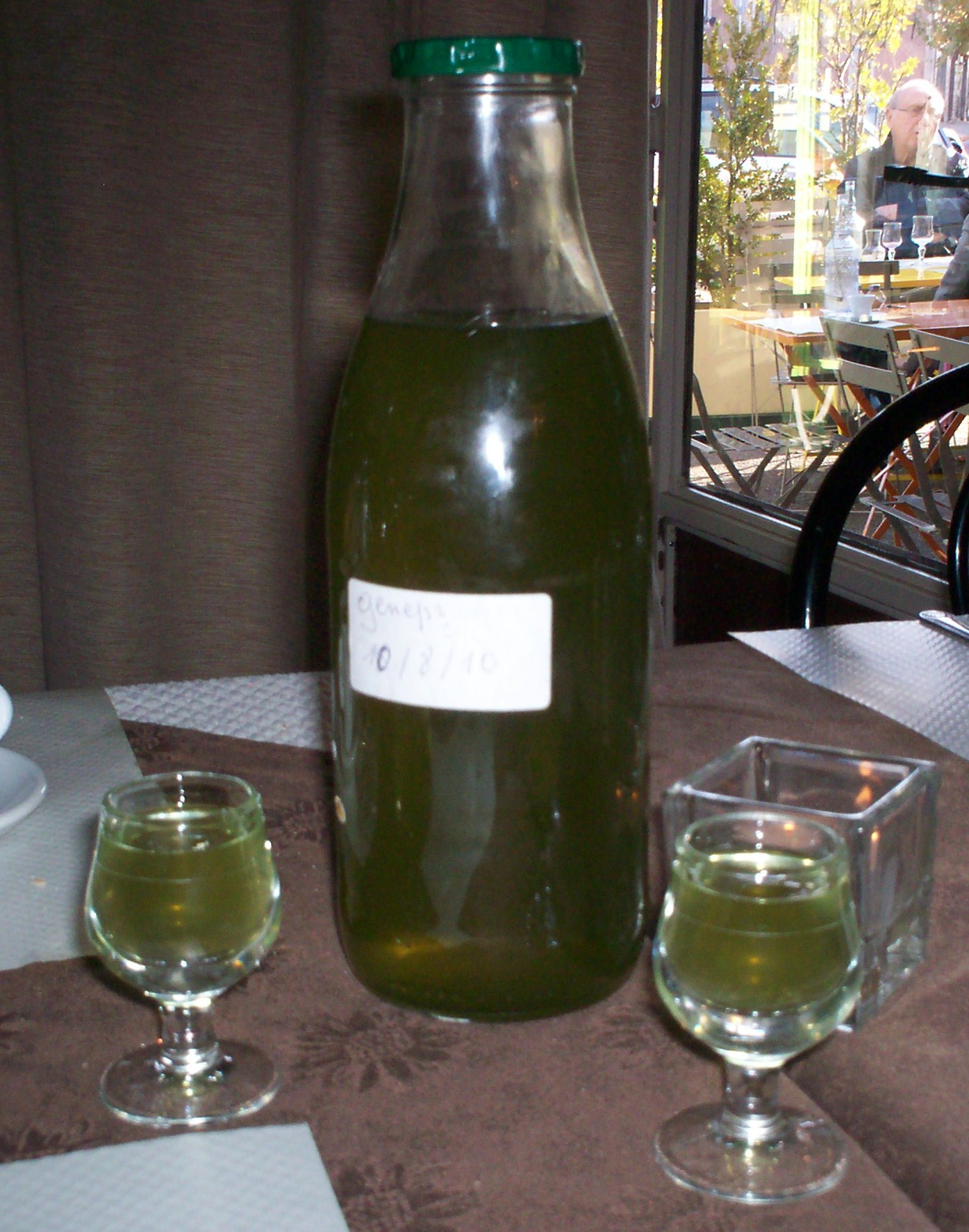
Liqueur de génépi fermière.

Le génépi est une liqueur élaborée dans tout le massif alpin. Entrent dans sa composition l’Artemisia genipi (génépi noir) et l’Artemisia umbelliformis (génépi blanc), car ce sont les seules espèces suffisamment aromatiques pour être récoltées pour la fabrication de liqueurs.

#### Arquebuse de l'Hermitage
Cherry Rocher est une distillerie, fondée en 1705, à La Côte-Saint-André (Isère) par Barthélémy Rocher. Elle est renommée pour ses eaux-de-vie et liqueurs de fruits. L'Arquebuse, boisson phare de cette distillerie, est préparée par macération et distillation de plantes choisies pour leurs vertus naturelles. Sa composition contient 33 plantes, dont sauge, gentiane, tilleul et arnica.

#### Liqueur et sirop d'Eyguebelle
Liqueur et sirop d'Eyguebelle,.

#### Distillerie Bigallet
La distillerie Bigalet est une entreprise familiale, implantée dans les hautes terres du Dauphiné, en Isère, à Panissage. Elle fabrique principalement des sirops et des apéritifs à base de fruits, mais aussi des crèmes et des liqueurs régionales de fruits et de plantes, ainsi que des produits d'épicerie fine comme des bonbons, du nougat, dont elle a acquis le savoir-faire au fil des années.

#### Eau-de-vie de poire
L'eau-de-vie de poire est élaborée à base de poires d'Upie, d'Anneyron ou de Moras-en-Valloire.

#### Marc de Provence
Le marc de Provence est réglementé par arrêté du 11 avril 1946 portant application des décrets no 603 et 604 du 23 février 1942 : « Seules pourront bénéficier des dénominations “eaux-de-vie de vin originaires de Provence” et “eaux-de-vie de marc originaires de Provence” les eaux-de-vie de vin ou de marc répondant aux conditions ci-après énumérées et provenant de vins ou de marcs récoltés et distillés sur les territoires des départements suivants : Alpes-Maritimes, Var, Bouches-du-Rhône, Vaucluse, Basses-Alpes, Hautes-Alpes, Drôme et Isère,. »

#### Vins

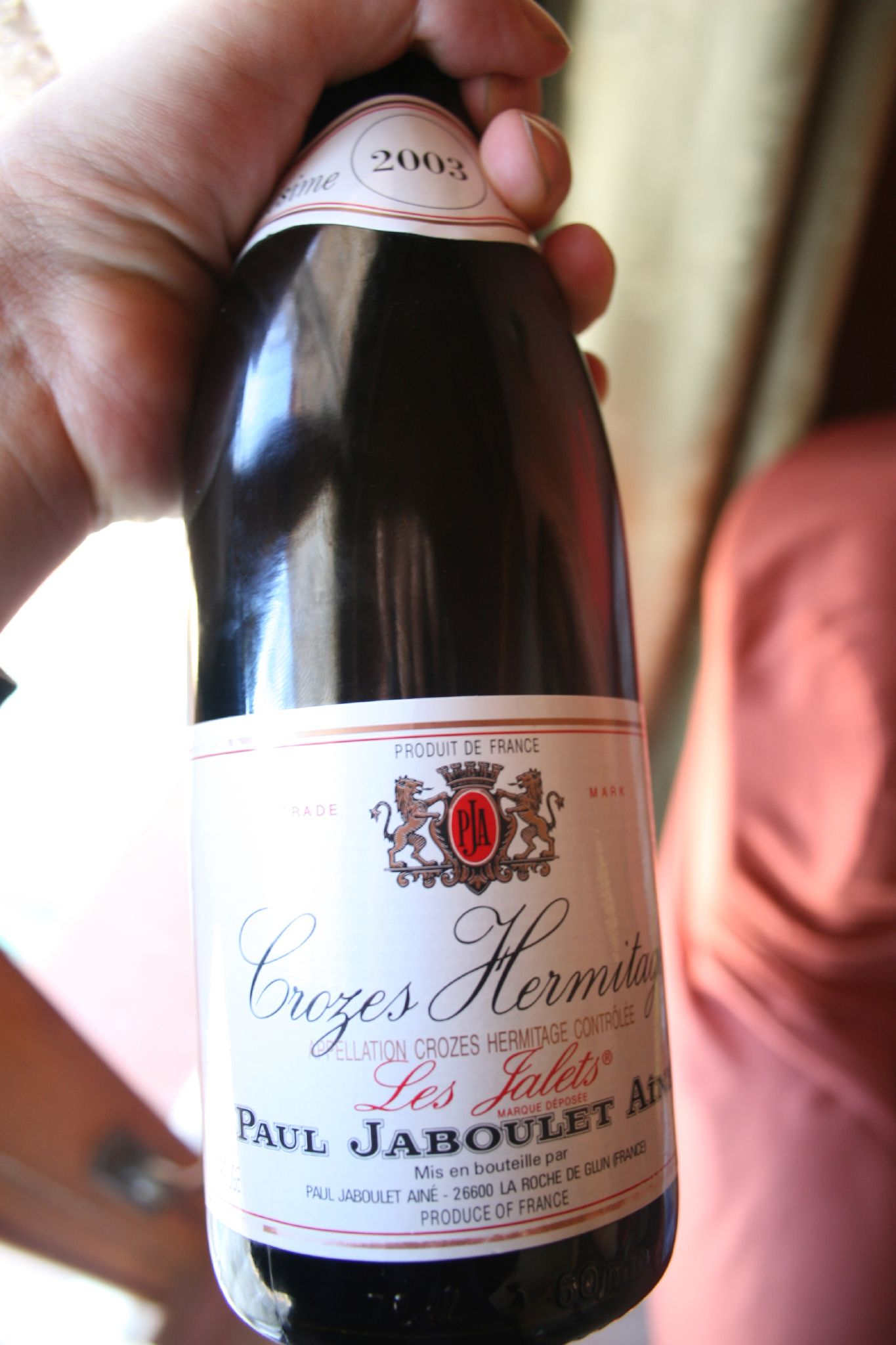
AOC Croze l'Hermitage.

Le Croze l'Hermitage généralement du rouge.
Le Vin Brézeme provient d'un domaine viticole situé entre la commune de Livron sur drôme et d'Allex en Drôme.
Il est conditionné au Château de la Rolière, son cépage est la Syrah.
Fleur de Crussol sur la commune de St-Peray un domaine ou l'on fait du vin blanc.

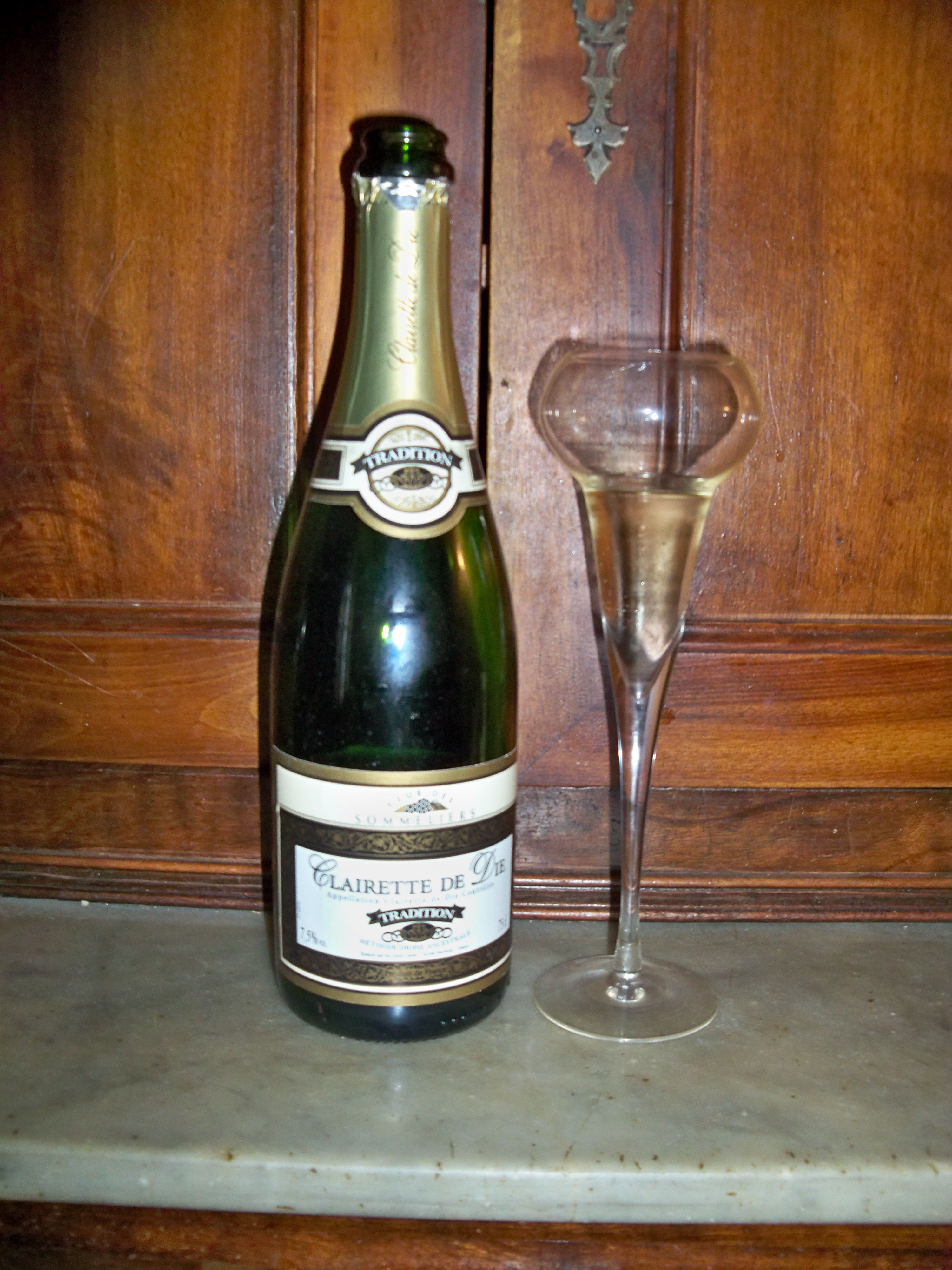
Clairette de Die tradition.

La Clairette de Die est un vin effervescent d'appellation d'origine contrôlée du vignoble de la vallée du Rhône et plus exactement de la vallée de la Drôme.

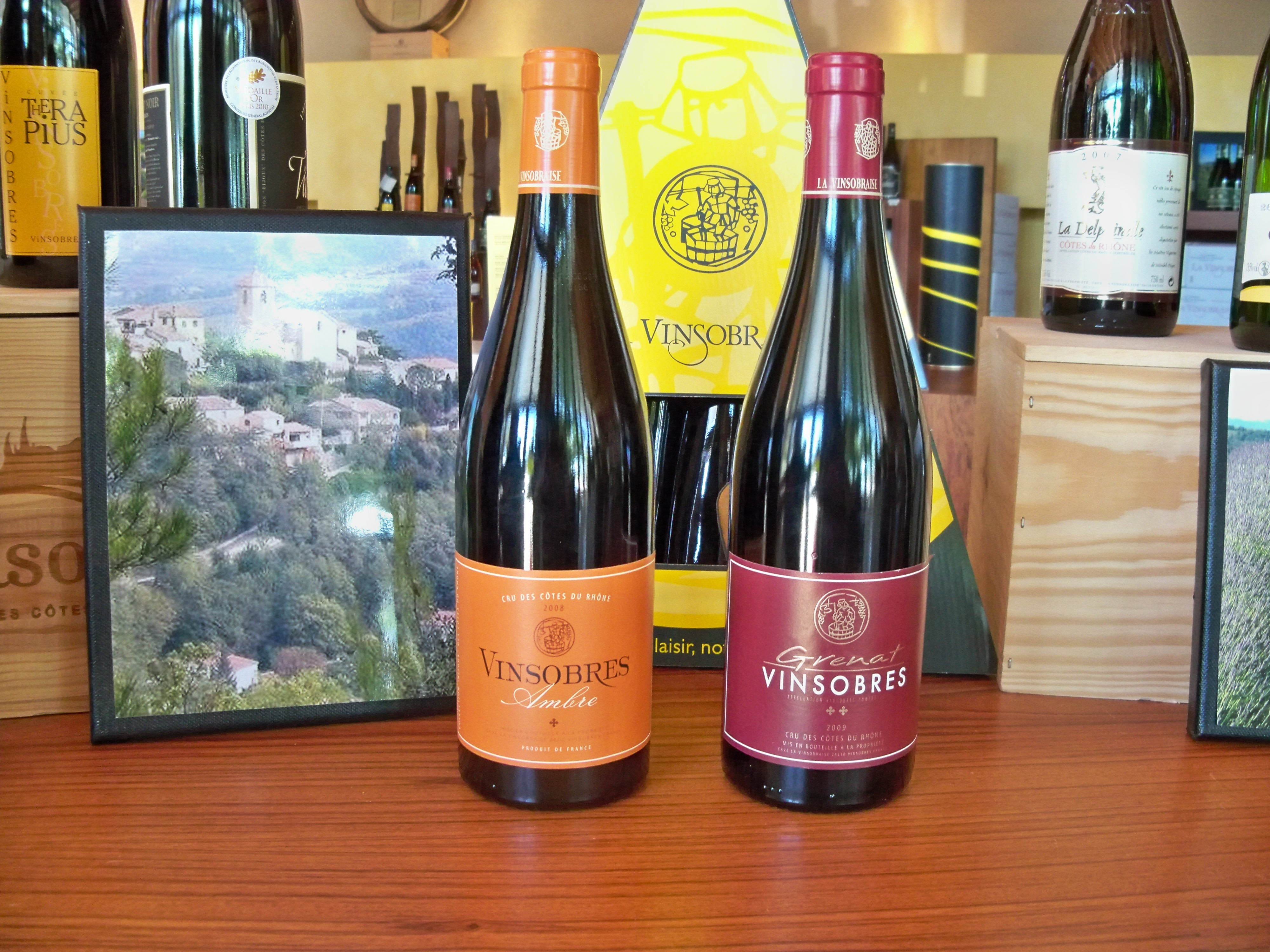
Vinsobres rouge.

Les vignobles se trouvent quasiment tous concentrés dans le département de la Drôme.
Parmi les crus se distinguent trois vins : hermitage, crozes-hermitage et vinsobres. Les côtes-du-rhône villages sont représentés par Rousset-les-vignes, Saint-maurice-sur-eygues et Saint-pantaléon-les-vignes. Un côtes-du-rhône, seul dans son cas, porte un nom de lieu-dit : brézème. La région du Diois produit deux vins tranquilles : châtillon-en-diois et coteaux-de-die, et deux vins mousseux : clairette de Die et crémant de Die. Le département a aussi une appellation de vin spécifique : grignan-les-adhémar. Il produit aussi des vins de pays : drôme, collines-rhodaniennes, comté-de-grignan, coteaux de Montélimar et coteaux-des-baronnies. Les agriculteurs du département de l'Isère produisent un vin de pays : l'isère, avec possibilité d'indication géographique balmes dauphinoises, ainsi que coteaux du Grésivaudan, et celui des Hautes-Alpes : Hautes-Alpes.

### Boissons non-alcoolisées

#### Teisseire
Le sirop Teisseire.
Teisseire est notamment l'inventeur du sirop en bidon en fer.

#### Antésite
L'antésite est un concentré à base de réglisse, créé en 1898 par Noël Perrot-Berton, apothicaire à Voiron (Isère), qui entendait ainsi lutter contre l'alcoolisme chez les cheminots et sur les chantiers. Dilué dans de l'eau, à raison de 10 gouttes pour un verre, il donne une boisson désaltérante. Sans sucre ni édulcorant, Antésite existe en plusieurs parfums : anis (le parfum d'origine), citron, menthe, orange (créés dans les années 1920), cola (1976), thé (1998), pamplemousse rose/citron vert (2010) et eucalyptus-pin (2010).

#### Marques d'eau minérale
- Propiac
- Valécrin
- Roche des Écrins

## Mets

### Soupes
La soupe dauphinoise est faite à base d'huile d'olive, d'oignons, de carottes, de poireaux, d'oseille étuvée avec du beurre, de haricots blancs cuits et de tomates concassées, agrémentée de sel, de poivre et de crème fraîche.
Le potage à la citrouille et au potimarron se consomme dans les campagnes du Dauphiné et du Lyonnais.
La soupe aux herbes sauvages était préparée au printemps par les paysans de la vallée de Clarée dans le pays du Briançonnais ; elle contient du plantain, de l'oseille, du pissenlit, de l'épinard sauvage, quelques pieds de doucette, de jeunes orties et de la sauge.
La soupe aux orties se concocte avec de jeunes pousses d'orties ou des feuilles, des pommes de terre, des échalotes, de l'ail ou des oignons, de l'huile d'olive, du sel, du poivre et de la crème fraîche.
La soupe paysanne aux pois, à base de pois cassés, contient aussi des carottes, du céleri, des poireaux, des gousses d'ail, une tranche de lard fumé, un oignon piqué de clous de girofle, du thym, du laurier, du sel, du poivre et de l'huile d'olive.
La soupe d'épeautre, une céréale cultivée dans la Drôme et les Alpes du Sud, se cuisine avec des carottes, des pommes de terre, des haricots blancs cuits, du céleri, de la viande de porc, du sel, du poivre et du laurier.
La soupe au pistou, spécialité provençale cuisinée dans les Hautes-Alpes, réunit des courgettes, des poireaux, de la pomme de terre, des carottes, des haricots blancs cuits, du basilic, des gousses d'ail, des tomates, de l'huile d'olive et du fromage râpé.
La soupe de fèves est une spécialité de Serre-Chevalier, dont les habitants sont parfois appelés les "mangia fava". Elle contient, outre les fèves, des tomates, de la pomme de terre, des oignons blancs, des gousses d'ail, de la coriandre ou du basilic, du sel, du poivre et du jus de citron.

### Charcuterie

#### Caillette

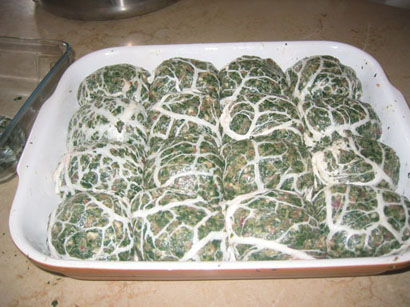
Caillettes prêtes à être enfournées.

La caillette est une préparation culinaire issue de la tradition de cochonnaille en Ardèche, dans la Drôme et en Provence. Les paysans de ces régions en faisaient déjà au XVIe siècle. La ville de Chabeuil, où siège depuis 1967 la « Confrérie des chevaliers du Taste-Caillette », s'enorgueillit d'en être la capitale.
Les principaux ingrédients traditionnels de la caillette sont de la viande de porc grasse et maigre, des blettes, épinards ou certaines salades, et des aromates et condiments. La recette pouvant varier selon les familles et les lieux, peuvent s'y ajouter des œufs, d'autres condiments, et divers autres ingrédients (châtaignes, noix, ou alcools, par exemple). Les ingrédients sont mélangés et hachés à la moulinette avant d'être moulés à la main et recouverts de crépine. Vient ensuite une cuisson au four.
La caillette se déguste froide ou chaude, en entrée ou en plat principal.

### Viandes

#### Volailles

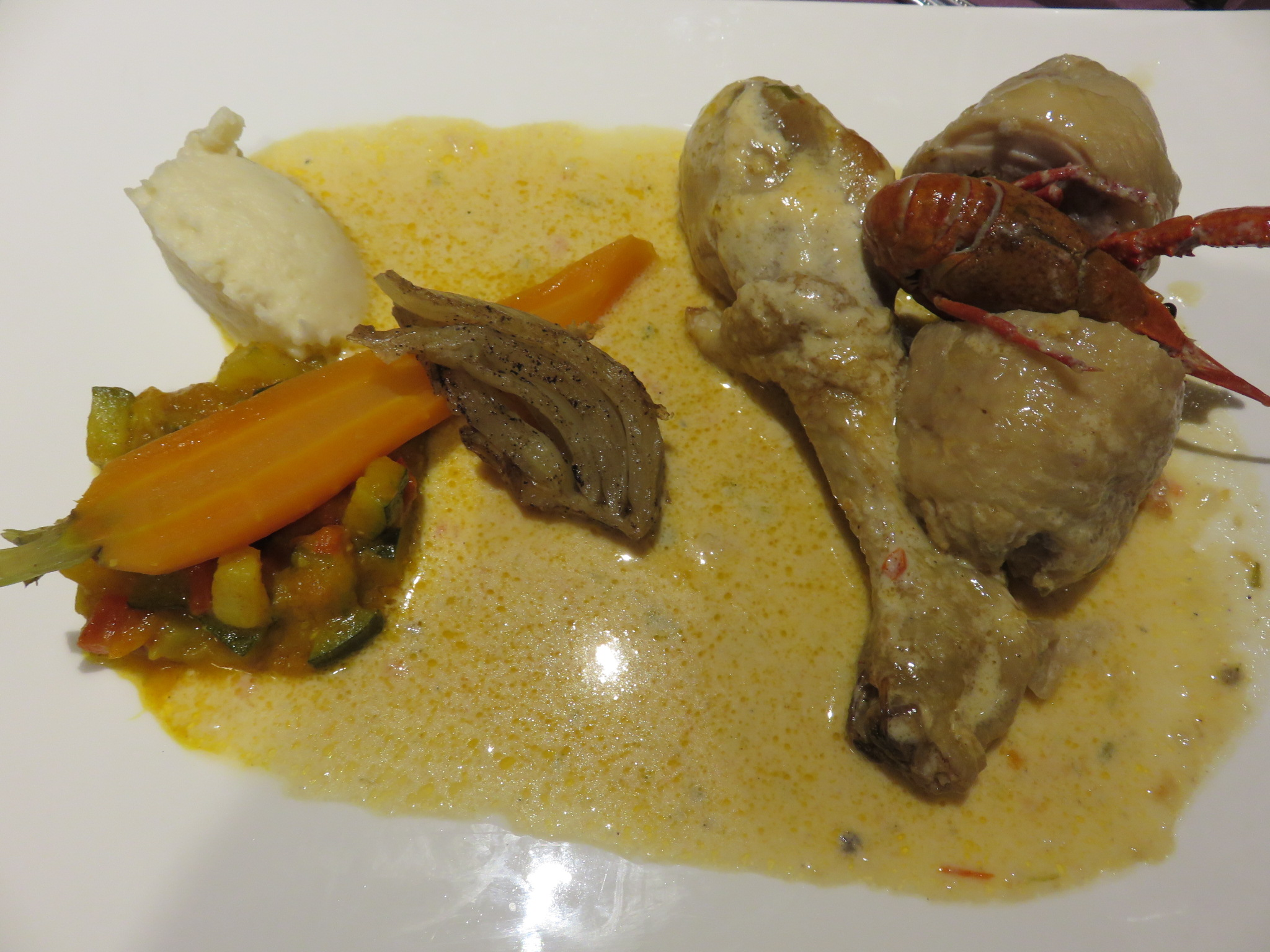
Poulet aux écrevisses.

Le poulet aux écrevisses, plat typiquement Isérois, originaire de Grenoble.
La pintade reste un élément phare de la cuisine drômoise, on les trouve dans la région de Crest et Valence. La pintade aux Olives

#### Défarde

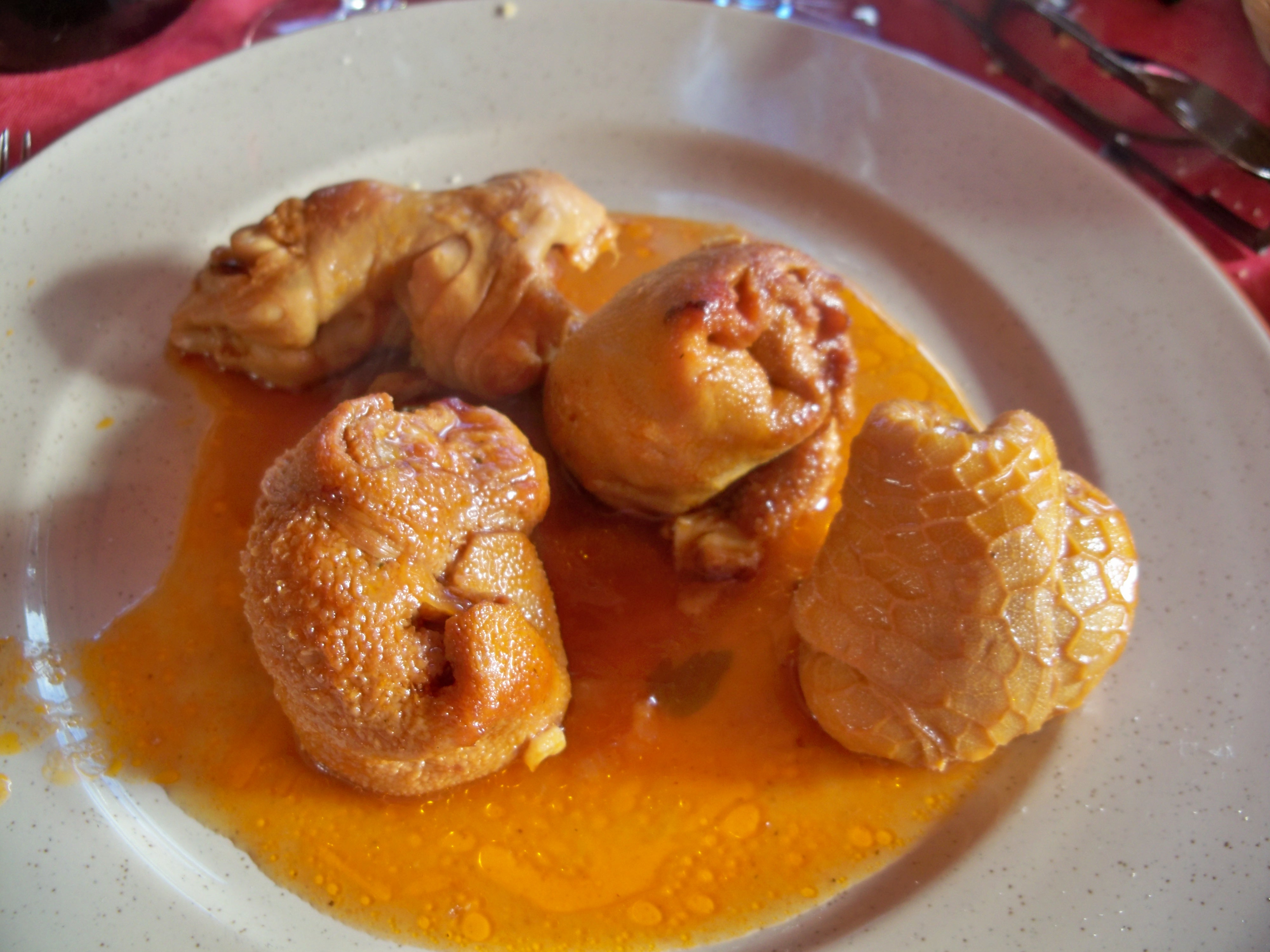
Défarde de Crest.

La défarde est un mets d’abats d’agneau cuisiné dans du vin blanc. C'est une spécialité de la ville de Crest.

### Salades, gratins et plats de légumes
Les recettes du Dauphiné intègrent divers mets de légumes et de féculents. Le gratin de courge se cuisine avec des œufs, de la crème fraîche, du gruyère râpé, du sel, du poivre et de la muscade.

#### Salade dauphinoise
La salade dauphinoise est préparée à base de noix, spécialité de la vallée de l'Isère. C'est dans la région de Vinay que la production de noix est la plus importante. La "mondée" désigne l'opération de cassage des noix et d'extraction des cerneaux qui se produit à l'automne, après la récolte. La salade dauphinoise comporte une salade frisée, des cerneaux de noix, des lardons, du comté ou du gruyère, de l'échalote émincée, ainsi que des croûtons de pain de campagne grillés et frottés à l'ail.

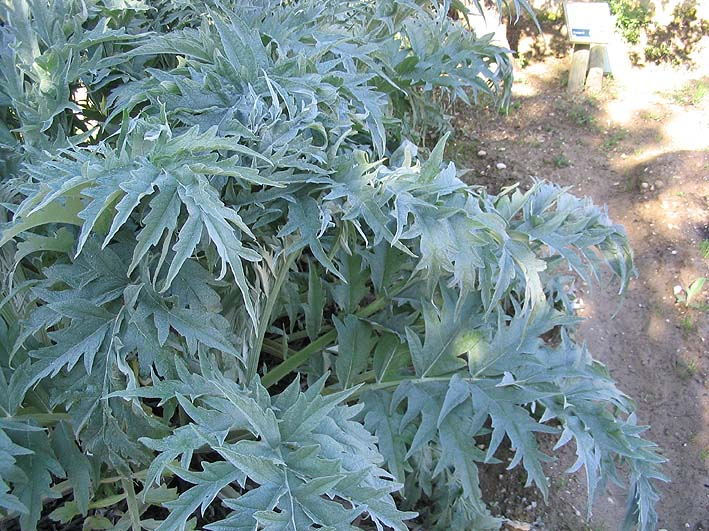
Le cardon, met traditionnel du repas de Noël.

#### Gratin dauphinois
Le gratin dauphinois (ou pommes de terre à la dauphinoise) est un mets français, d'origine dauphinoise, à base de pommes de terre et de crème liquide. Ce plat traditionnel possède une recette officielle, celle d'Autrans. Si on utilise du fromage (emmental, gruyère râpé, etc.) il ne s'agit alors en aucun cas d'un gratin dauphinois : cet ajout le transforme en gratin savoyard.

#### Tourton
Le tourton est une spécialité culinaire des Alpes méridionales, de Barcelonnette à Gap, de la vallée du Champsaur à celle du Valgaudemar. C'est un beignet garni de viande, de fines herbes, de pommes de terre, ou d'un mélange de légumes et de fromage, ou encore de pruneaux. La pâte est faite à base de farine, eau, œufs, sel, levure, plus, dans quelques variantes, de sucre. Cette recette de tradition dauphinoise se cuisait initialement dans l'huile de noix (en friture) ; une huile neutre peut lui être substituée. Mets familial, le tourton en version salée se sert en entrée. Il a la réputation de « tenir au corps » et d'être un bon reconstituant par grand froid ou dur labeur. La salade aux tourtons du Champsaur sert ces petits beignets de pommes de terre ou d'épinards, de pruneaux ou de pommes avec une laitue dans les Hautes-Alpes.

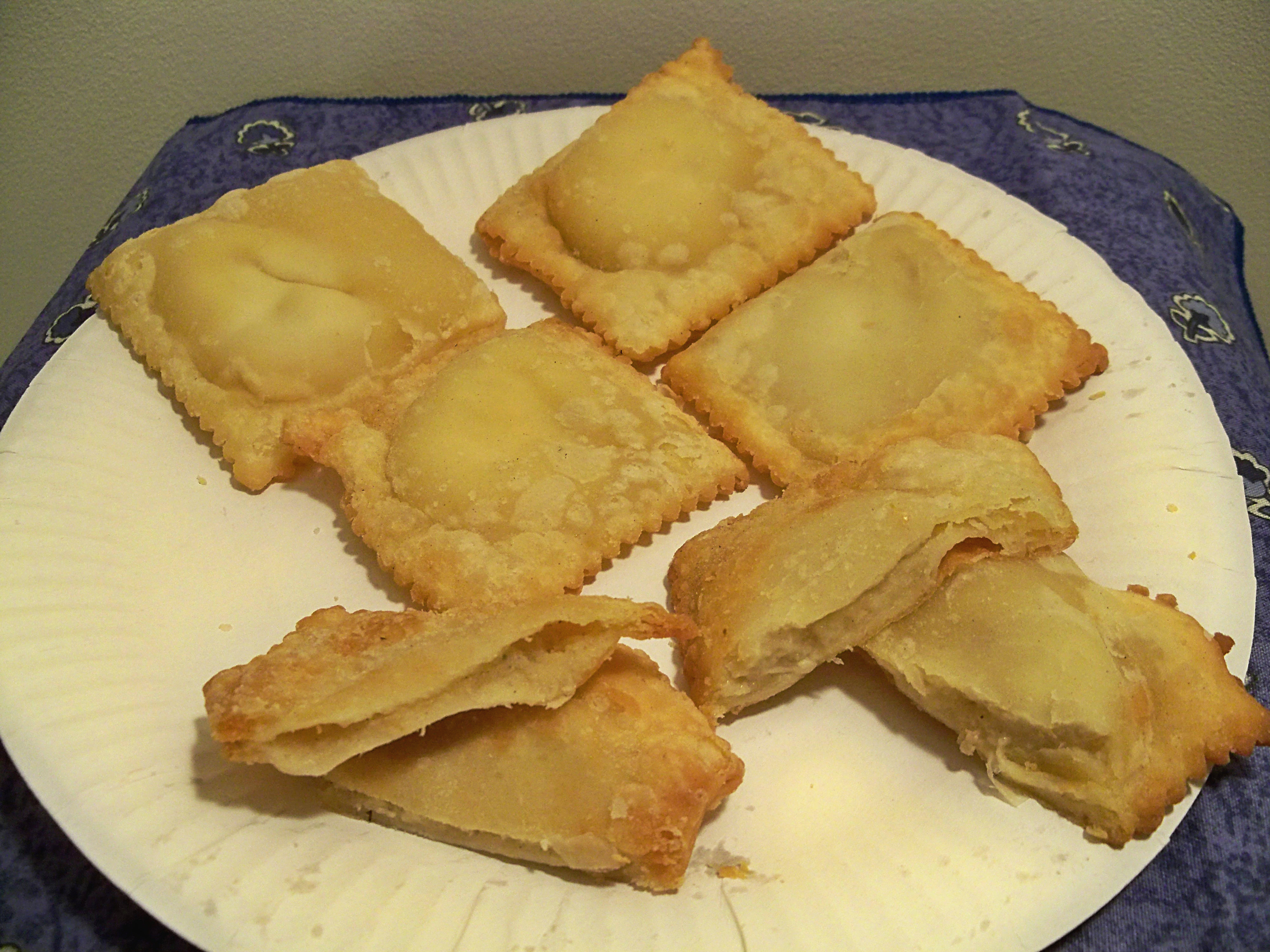
Tourtons au fromage de chèvre et aux pommes de terre.
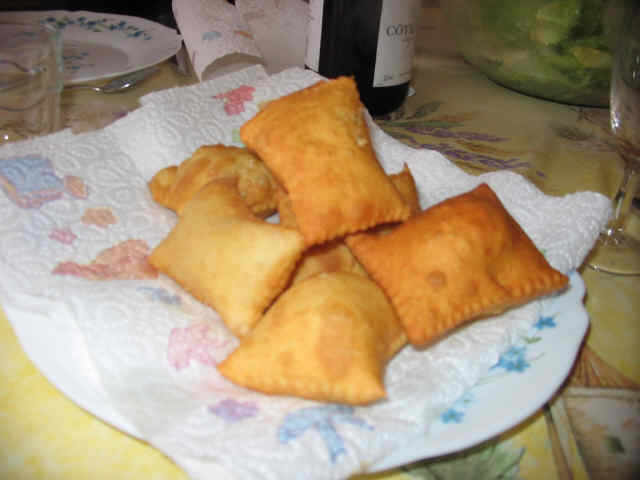
Tourtons aux pruneaux.

#### Blettes à la grenobloise et côtes de blettes à la poulette
Les blettes, poussant aussi facilement en plaine qu'à la montagne, entrent dans la composition des soupes, gratins, tourtes, farces ou saucisses. Les blettes à la grenobloise sont cuites à l'eau salée, puis revenues à l'huile d'olive dans une grande poêle avec de l'ail émincé, des tomates concassées, du laurier, du sel et du poivre. Les côtes de blettes à la poulette sont blanchies, égouttées et versées dans une poêle où elles sont cuites avec du beurre et de l'huile d'olive, puis mélangées avec des œufs en omelette.

#### Blettes à la voironnaise
Les blettes à la voironnaise sont un plat traditionnel isérois, originaire de la ville de Voiron, fait essentiellement à base de côtes de blettes. La recette originelle permettait de cuisiner ce légume de manière rapide ; en effet, la côte de bette était simplement débarrassée de sa verdure, coupée en morceaux et mise dans de l'eau bouillante citronnée pendant un quart d'heure. Ensuite, les côtes cuites étaient jetées dans une poêle, accommodées de beurre et assaisonnées de diverses manières (jus de viande ou gruyère).

#### Plats de cardons
Le cardon est un légume cultivé dans le Dauphiné et vendu pendant l'hiver. Le gratin de cardon est un plat de Noël. Ce légume, épluché, découpé en petits tronçons et cuit à l'eau salée pour diminuer l'amertume, est mêlé à du beurre, de la farine, du bouillon, de la crème fraîche et du fromage râpé. Les cardons à la moelle sont cuits avec un gros os à moelle de bœuf, puis mêlés à du beurre et  à de la farine pour obtenir une coloration rousse. 

#### Lasagnes "à la paresseuse"
Il s'agit d'une recette de plat de lasagnes provenant de la vallée de l'Ubaye et mobilisant des herbes et des plantes du jardin (épinards, blettes, oseille, pissenlits et mâche sauvage), ajoutées à un oignon revenu à la poêle avec des œufs, de la crème fraîche et du gruyère râpé. 

#### Crique
La crique est une galette de pommes de terre revenue à la poêle. Elle se retrouve notamment en Ardèche et dans la Drôme. La recette traditionnelle consiste à râper les pommes de terre crues, pour leur ajouter ensuite un assaisonnement (sel, poivre et persil) et les additionner d'un ou plusieurs œufs battus, avant de cuire le tout à la poêle sous forme d'une galette d'un doigt d'épaisseur.

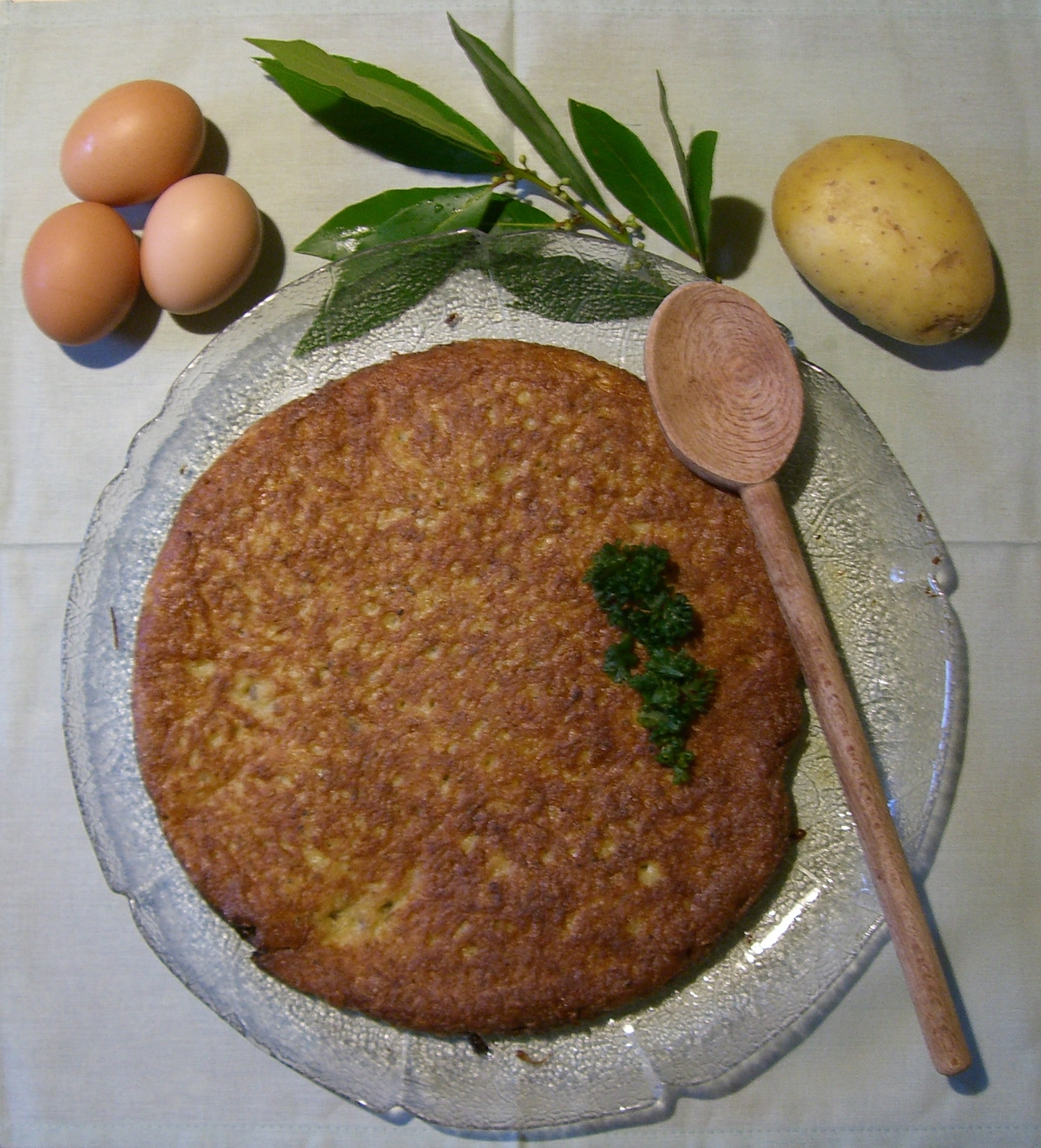
Crique.
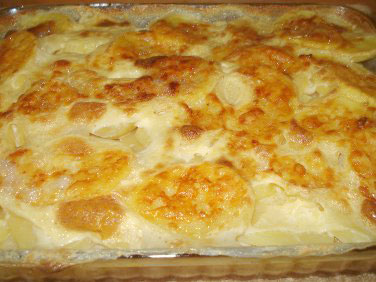
Gratin dauphinois.

#### Tian de poireaux à la morue
Cette recette d'origine provençale adaptée au milieu alpin était un plat du vendredi à base de morue, ayant pu être remplacée par du cabillaud frais. Les poireaux coupés en petits tronçons sont ajoutés à l'oignon émincé et à l'ail dans une poêle en fonte, puis aux pommes de terre coupées en rondelles, le plat étant salé, poivré et agrémenté du thym ainsi que du laurier Le cabillaud est ensuite poché dans un court-bouillon, avant que la préparation de légume soit mise dans un plat à gratin, avec le poisson effeuillé en morceaux et les olives, le tout enfourné pendant un petit quart d'heure.

### Fleurs
Le Dauphiné bénéficie de territoires avec une grande variété de plantes et fleurs. Dans le parc naturel régional du Queyras (département des Hautes-Alpes), par exemple, il a été identifié 2 500 espèces de fleurs ; certaines sont typiquement alpines, d'autres, profitant des influences méditerranéennes, sont des fleurs courantes en Provence. Une bonne partie de ces fleurs peuvent être cuisinées ; cependant, il est nécessaire de bien les connaître, toutes les plantes et fleurs n'étant pas comestibles. La cuisine des fleurs se définit comme une cuisine alimentaire qui intègre les fleurs comestibles fraîches ou séchées pour la saveur et l'esthétique d'une préparation culinaire.

Cuisine des fleurs à Montmorin
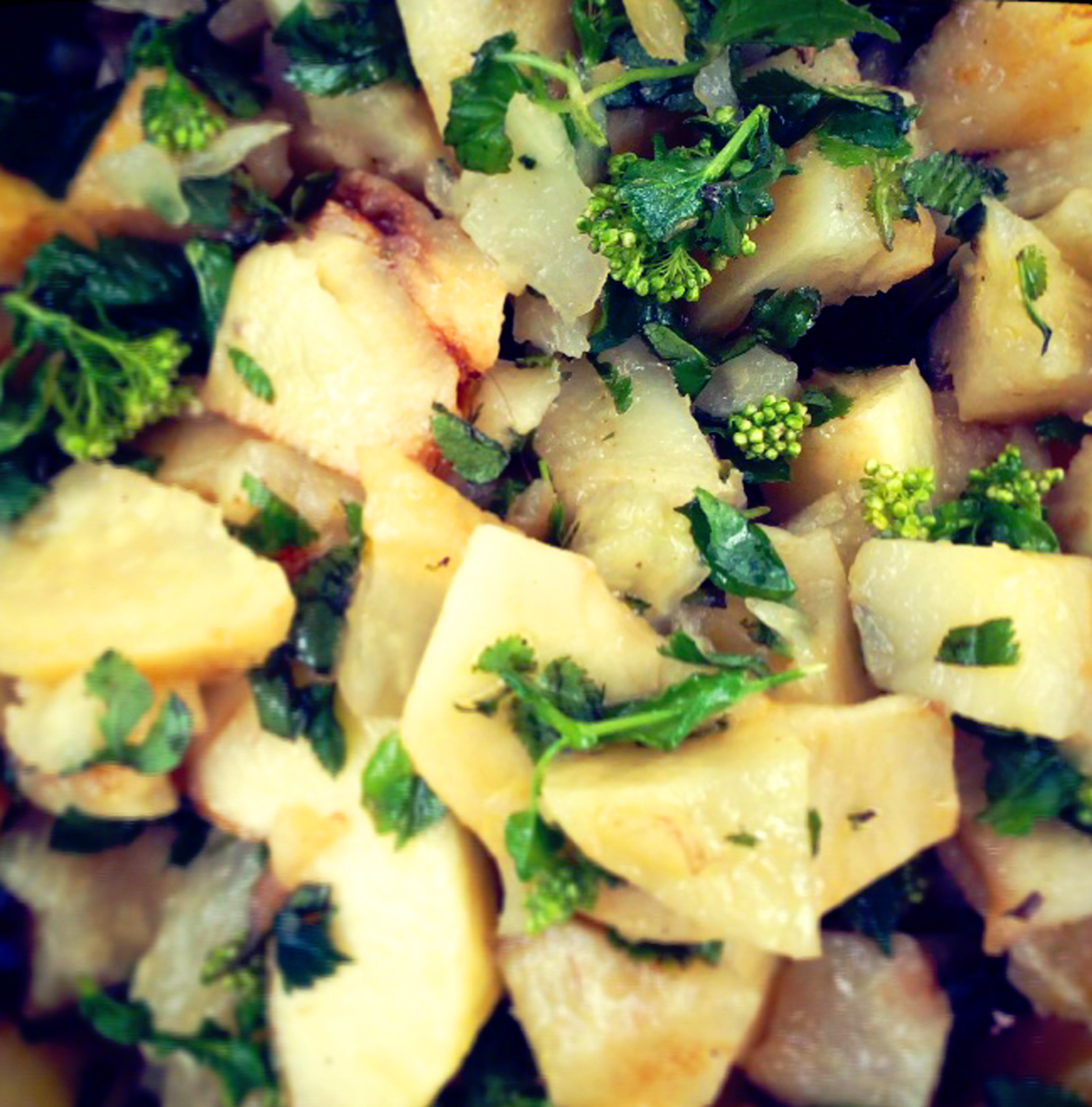
Salade de céleri rave aux pommes et brocoli sauvage.
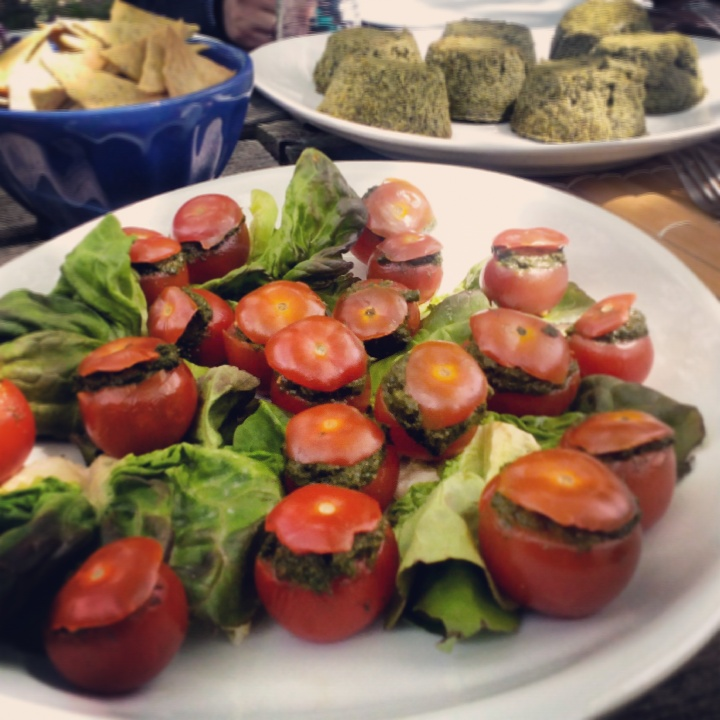
Tomates cerises farcies à l'achillée millefeuille.
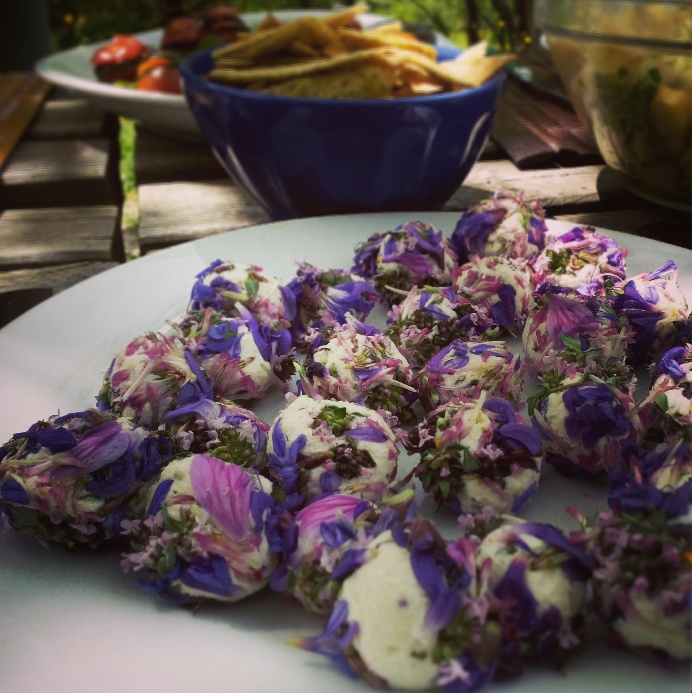
Boulettes de chèvre aux fleurs de mauve.
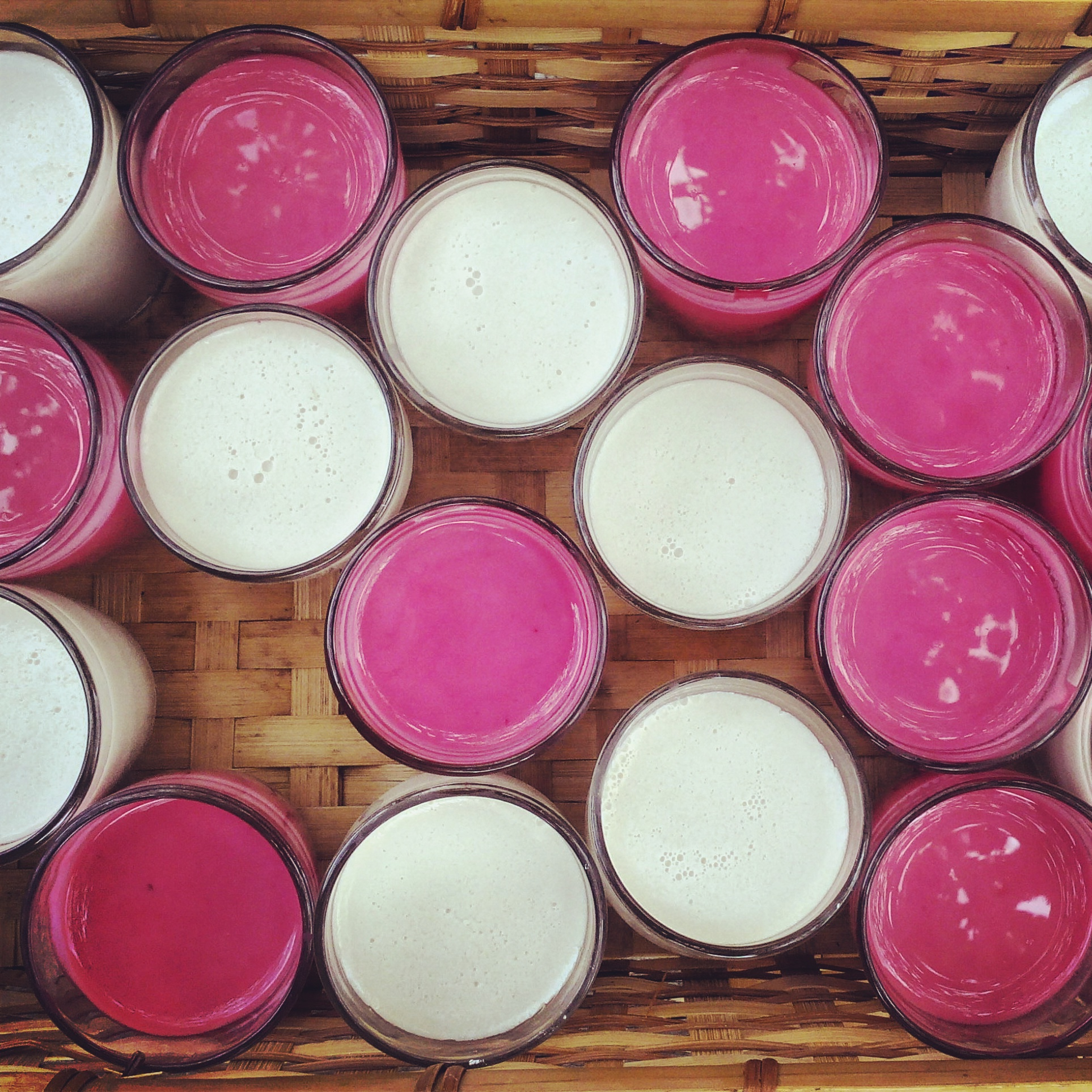
Flans à la mélisse et milkshakes au coquelicot.

Seuls celles et ceux qui ont une parfaite connaissance des plantes sont à même d'éviter celles qui sont toxiques. De plus, il faut éviter toute pollution liée à la vie urbaine et ne cueillir que des fleurs hautes. Cette dernière précaution permet d'éviter « tout risque de contracter l’échinococcose (maladie transmise par les défections des renards, chiens, chats… le conseil est valable pour les fraises des bois, myrtilles sauvages ». S'il subsiste un doute, seule une cuisson au-delà de 60 °C détruit le parasite.

### Œuf

#### Œufs à la Monteynard
Les œufs à la Monteynard sont une spécialité culinaire de l’Isère. Il s’agit d’une recette traditionnelle consistant en un mélange de riz et d’œufs mollets, le tout recouvert de gruyère râpé ou de parmesan. Comme son nom l’indique, cette recette a pour origine le plateau matheysin et, plus précisément, le village de Monteynard. Cette recette aurait été un moyen pour les habitantes de cette région de valoriser les œufs de ferme et d’accommoder les restes.

### Pâtes

#### Ravioles du Dauphiné
La raviole du Dauphiné est une spécialité culinaire du Royans, entre Drôme et Isère, près de Romans-sur-Isère. Elle bénéficie, depuis 1989, d'une appellation d'origine concernant la raviole et, en 1998, d'un Label rouge. Depuis 2009, la « raviole du Dauphiné » est enregistrée comme Indication géographique protégée.

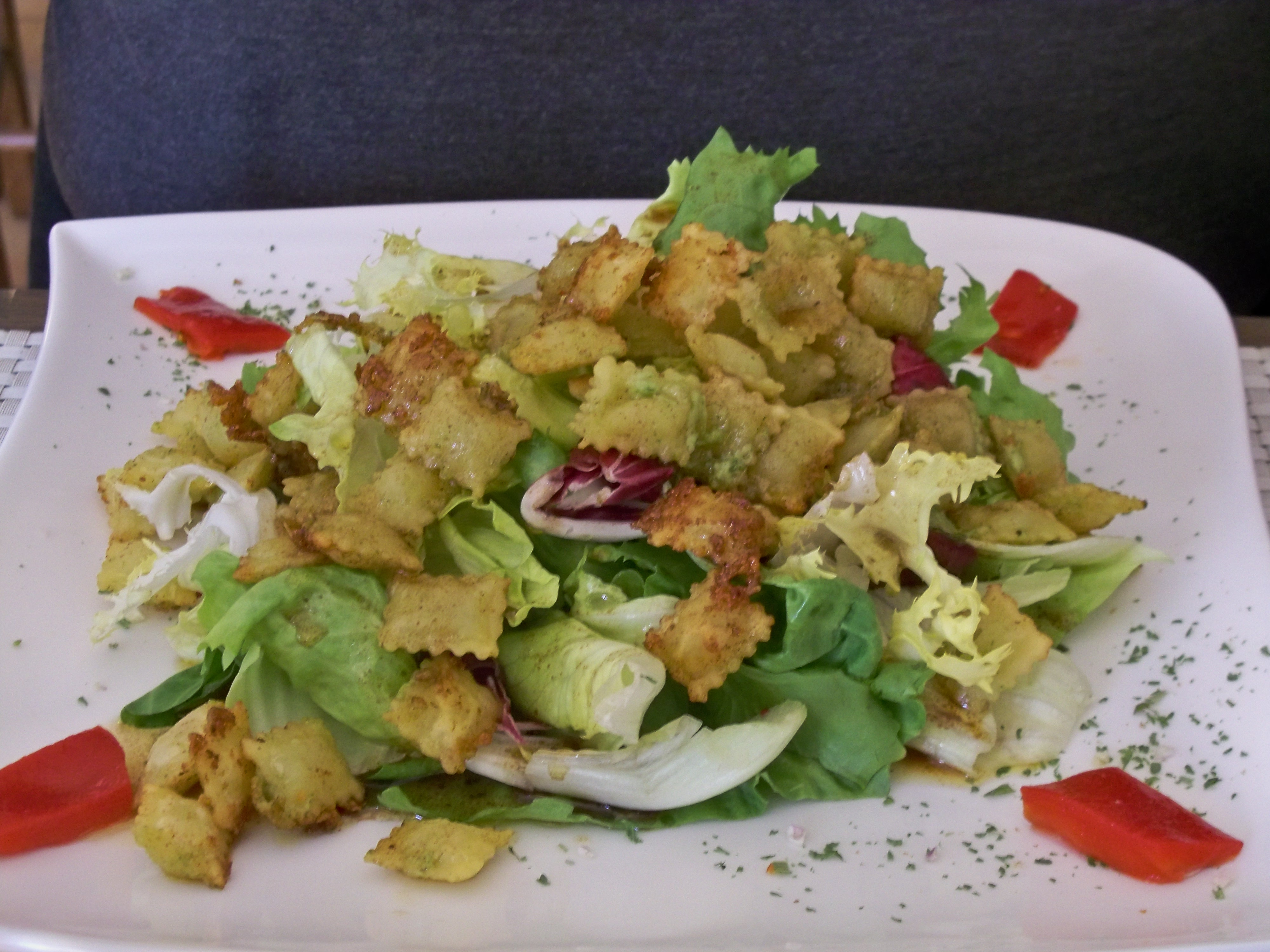
Salade de ravioles.
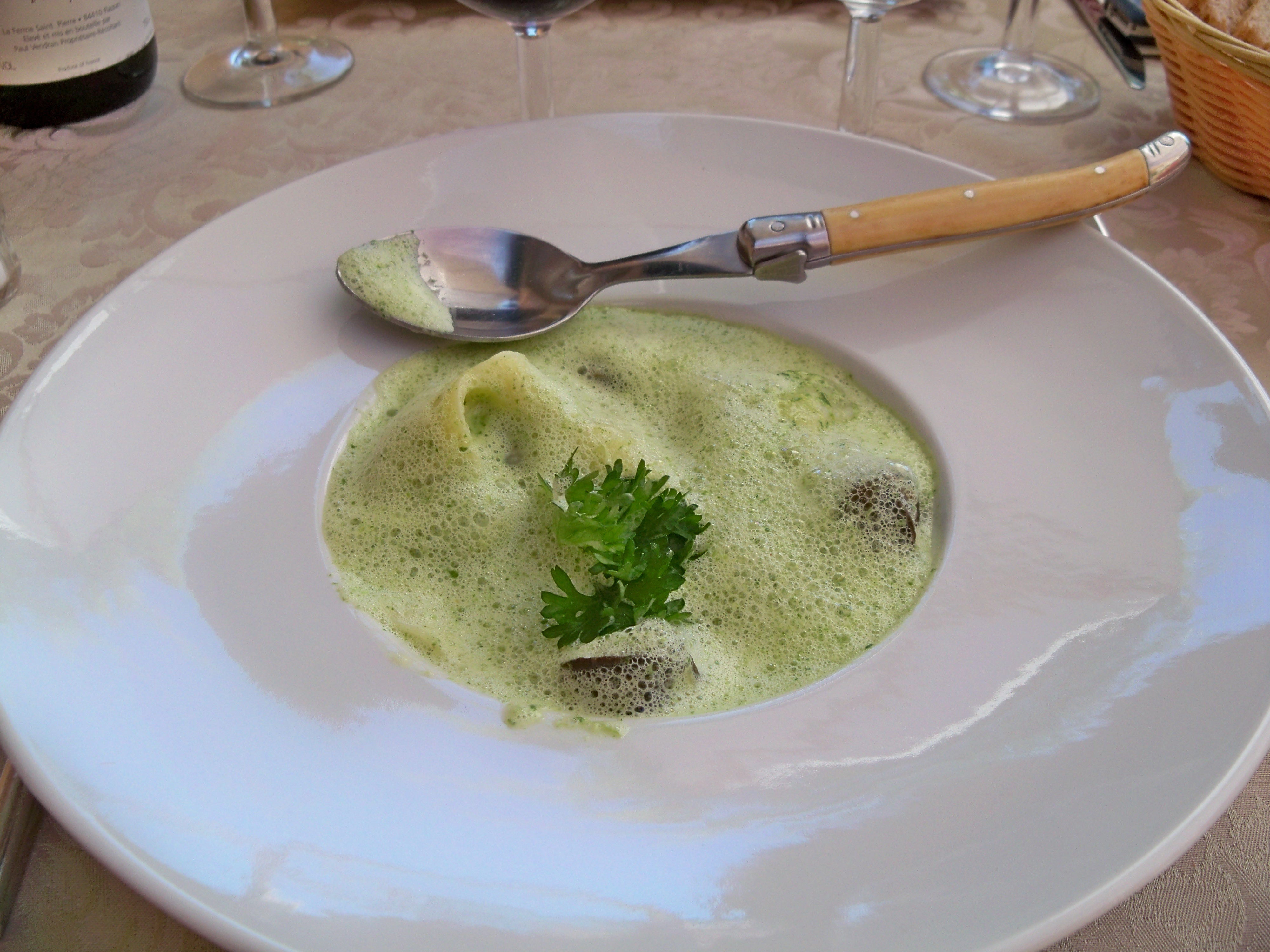
Ravioles d'escargots à la crème d'ail.
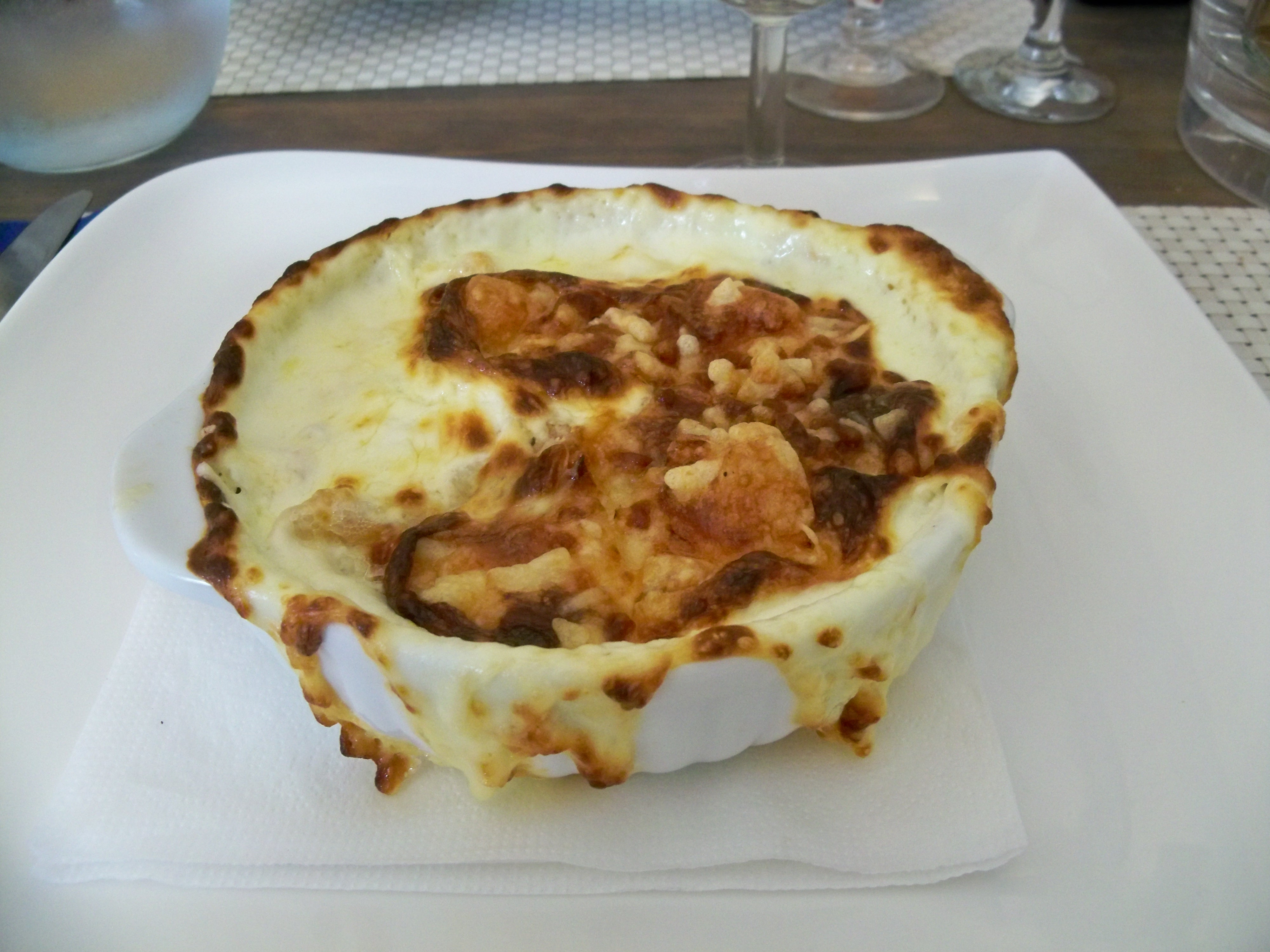
Gratin de ravioles.

#### Ravioles du Champsaur

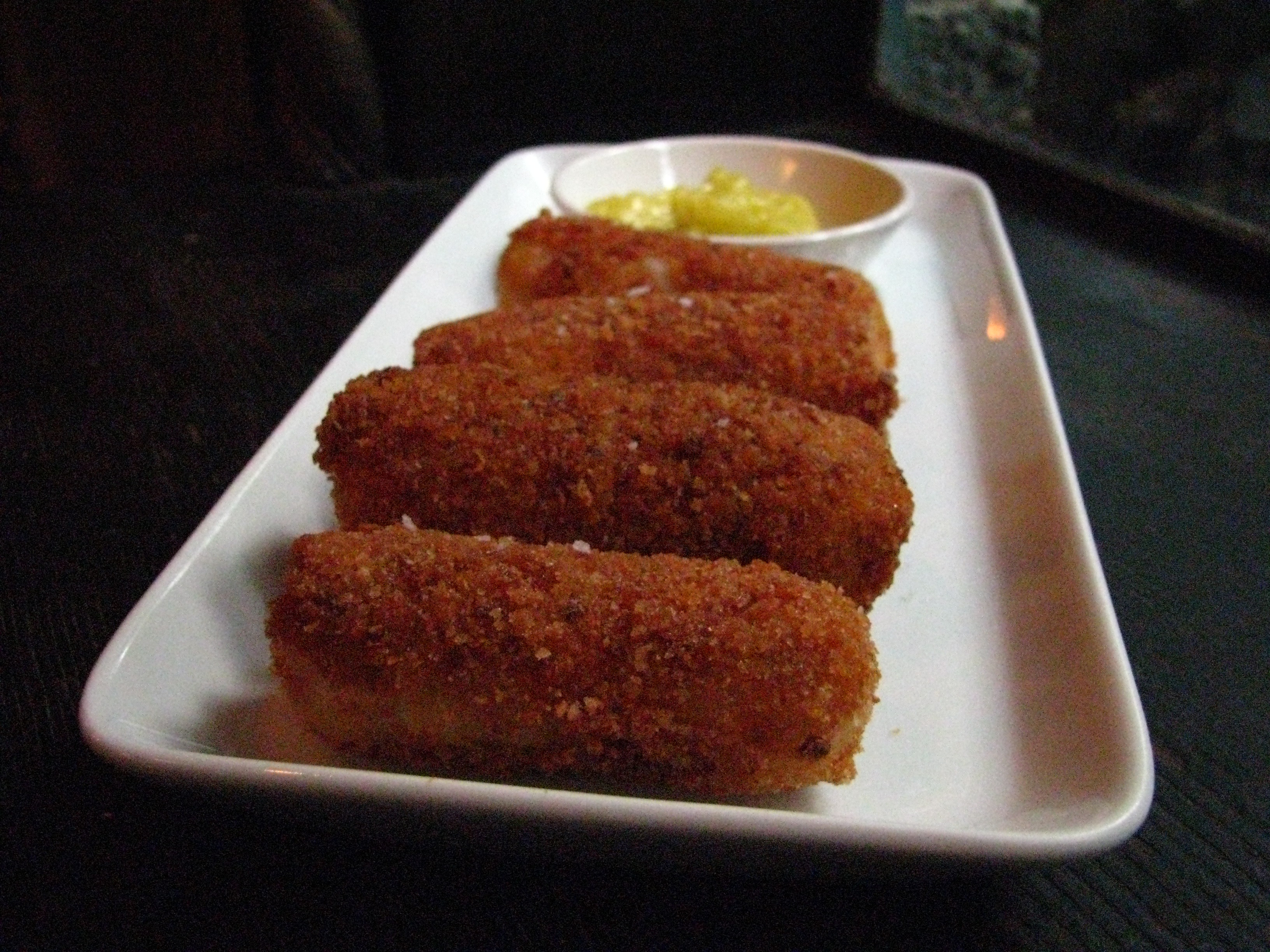
Ravioles du Champsaur.

La raviole du Champsaur est une spécialité des Hautes-Alpes. Il s'agit d'une purée de pommes de terre agrémentée de tome fraîche et de farine ; la préparation est roulée en petits boudins puis frite. Elle peut se déguster en plat salé (souvent servie en entrée avec une salade) ou en dessert, avec du miel ou de la confiture, par exemple. Les ravioles crues se font aussi « au plat » avec de la béchamel et du fromage.

#### Ravioles du Trièves
La raviole du Trièves est une spécialité du sud de l'Isère. C'est un grand carré de 6-7 cm de côté, farci soit de pomme de terre, soit d'épinards, cuite dans un bouillon de poule ou de lard et servie saupoudré de fromage rapé. Tout comme les ravioles du Royans, elles seraient un héritage des bûcherons italiens,.

### Pâtisserie

#### Pogne

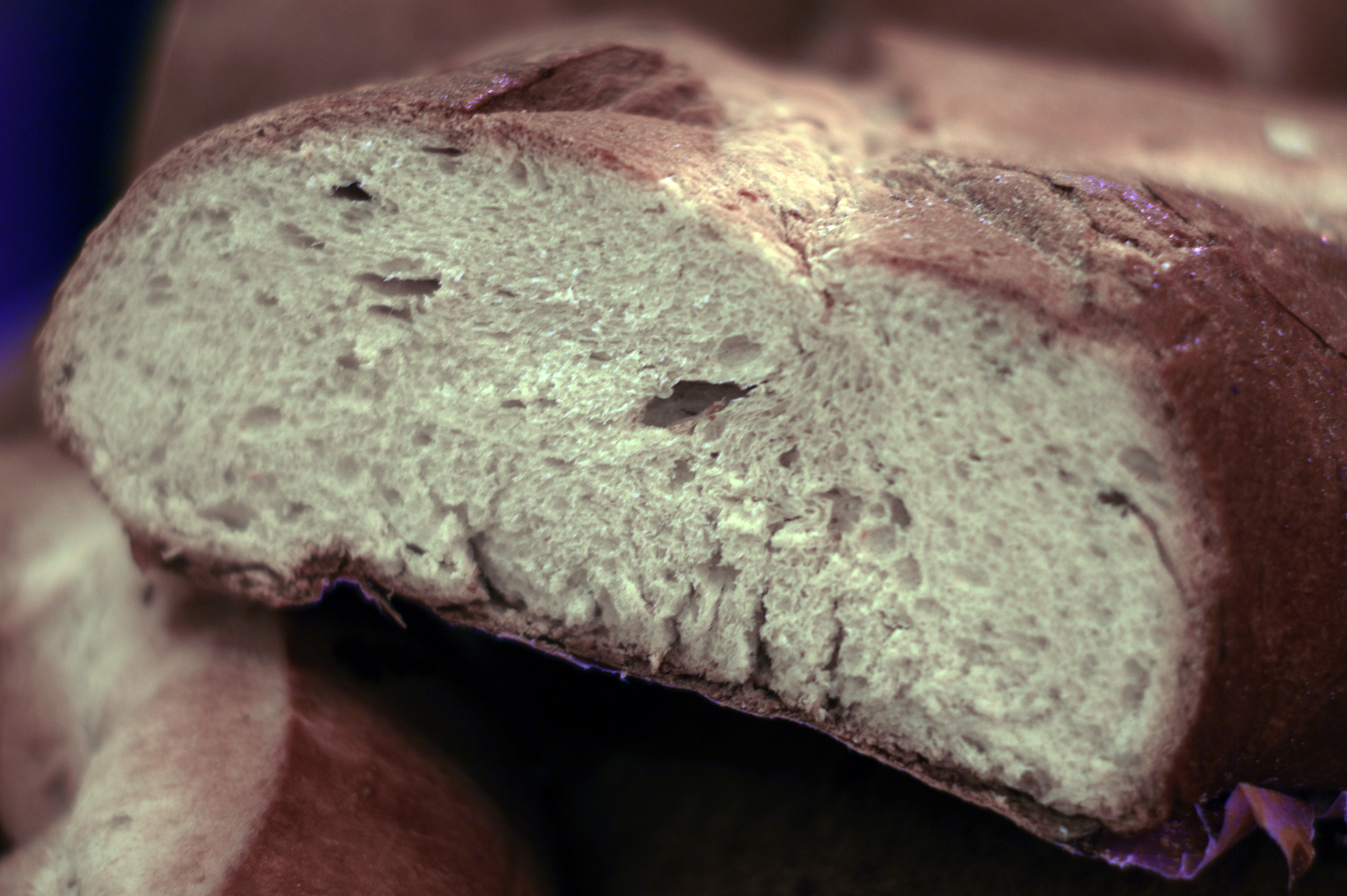
La pogne de Romans.

La pogne est une brioche du Sud-Est de la France, en forme de couronne, faite à partir de farine, œufs et beurre et parfumée à la fleur d'oranger. C'est une spécialité de la ville de Romans-sur-Isère (Drôme). Sa confection remonte à la fin du XIVe siècle) et, à l’origine, cette brioche n’était confectionnée que pour Pâques. Les œufs, dont la consommation était prohibée en Dauphiné pendant le Carême, devenaient, le jour de Pâques, le principal apprêt de la table. Le printemps étant alors la période de reprise de la ponte, les œufs devenaient moins rares à cette époque de l'année et de nombreuses pâtisseries pascales doivent le jour à cette raréfaction.

#### Gâteau de Famille

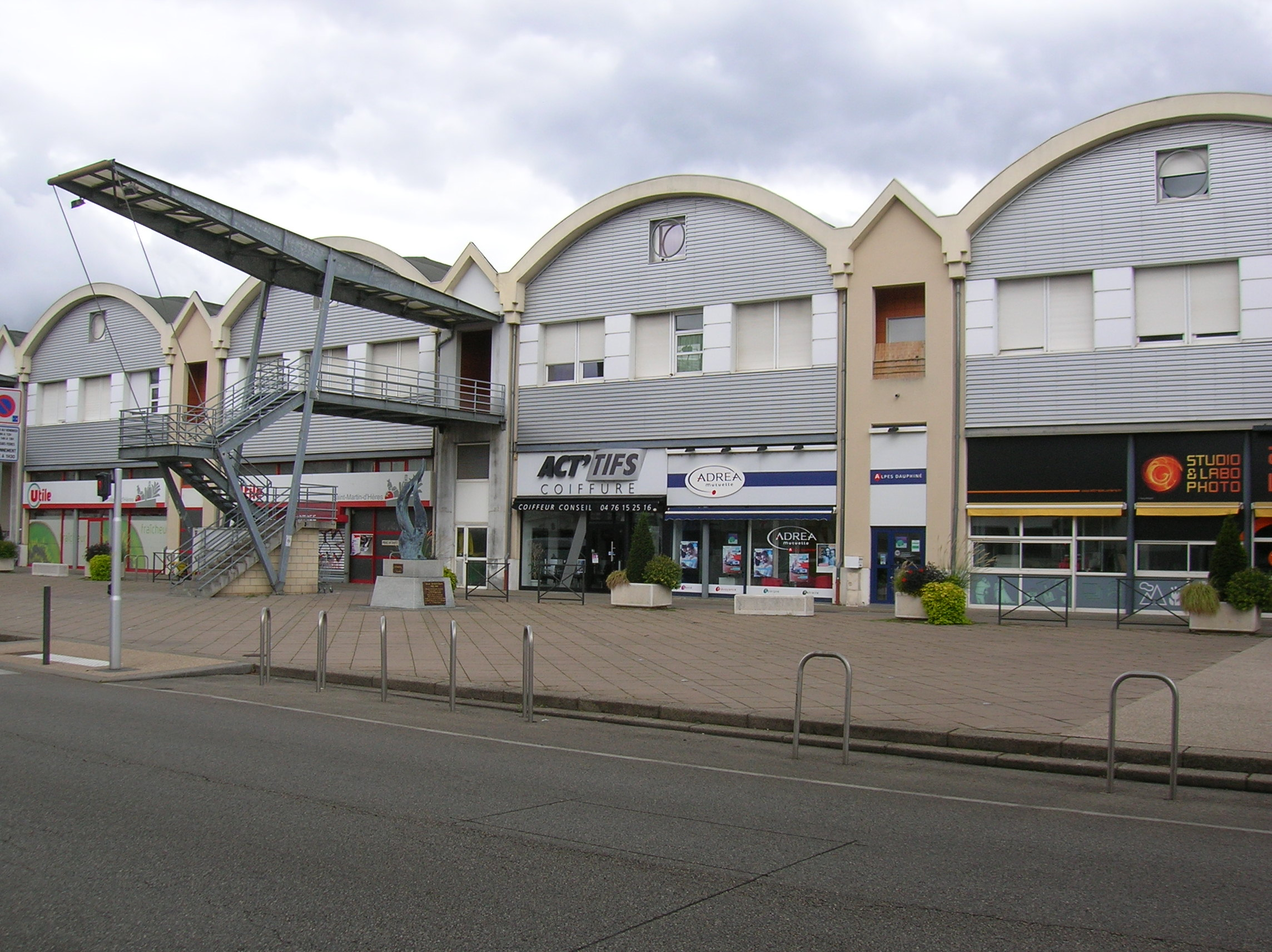
L'ancienne biscuiterie Brun à Saint-Martin-d'Hères.

Le Gâteau de Famille appelé aussi parfois Thé Brun, est un gâteau d'origine grenobloise qui vient des Biscuits Brun, très connu dans la première moitié du XXe siècle.

#### Croquette de Vinsobres

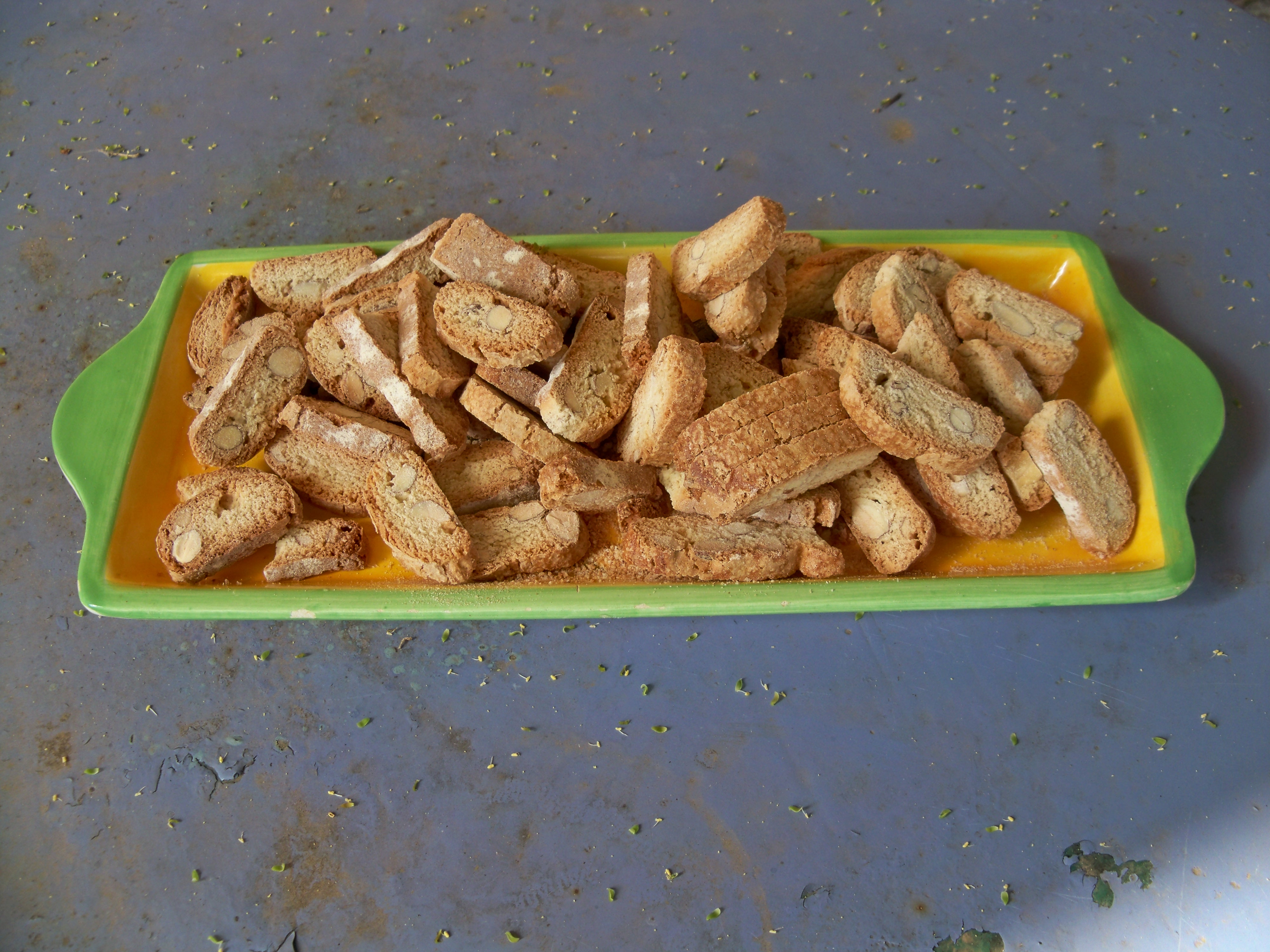
Croquants de Vinsobres.

La croquette de Vinsobres est un petit biscuit dur et croquant fourré aux amandes. Sa recette familiale a commencé à être commercialisée, en 1908, par le boulanger de Vinsobres. Ce biscuit traditionnel est maintenant fabriqué et commercialisé par la Biscuiterie de Provence, qui est installée dans le village voisin de Saint-Maurice-sur-Eygues.

#### Couve

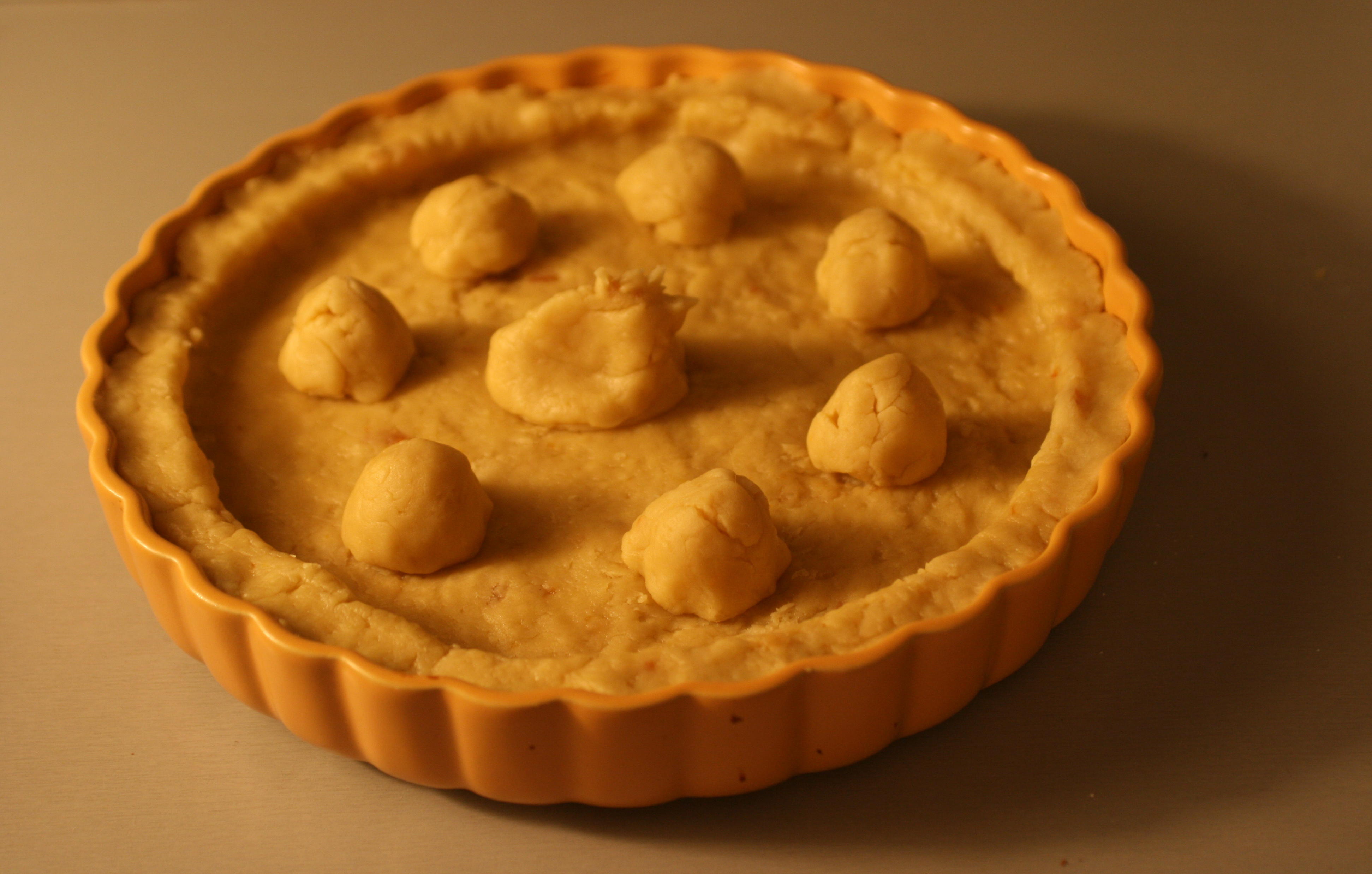
Couve.

Le couve est un gâteau provençal de la période de Pâques. À l'origine, début du XVIIIe siècle, le couve est présent un peu partout dans l'arrière-pays provençal. Aujourd'hui, il semble que « la » couve, héritière du gâteau d'origine, ne soit plus présente que dans la seule ville de Crest. La couve représente un nid de poule, elle est ronde et plate avec les bords relevés, de couleur dorée. Des poules et des œufs façonnés dans la même pâte ornent le dessus.

#### Lunettes de Romans

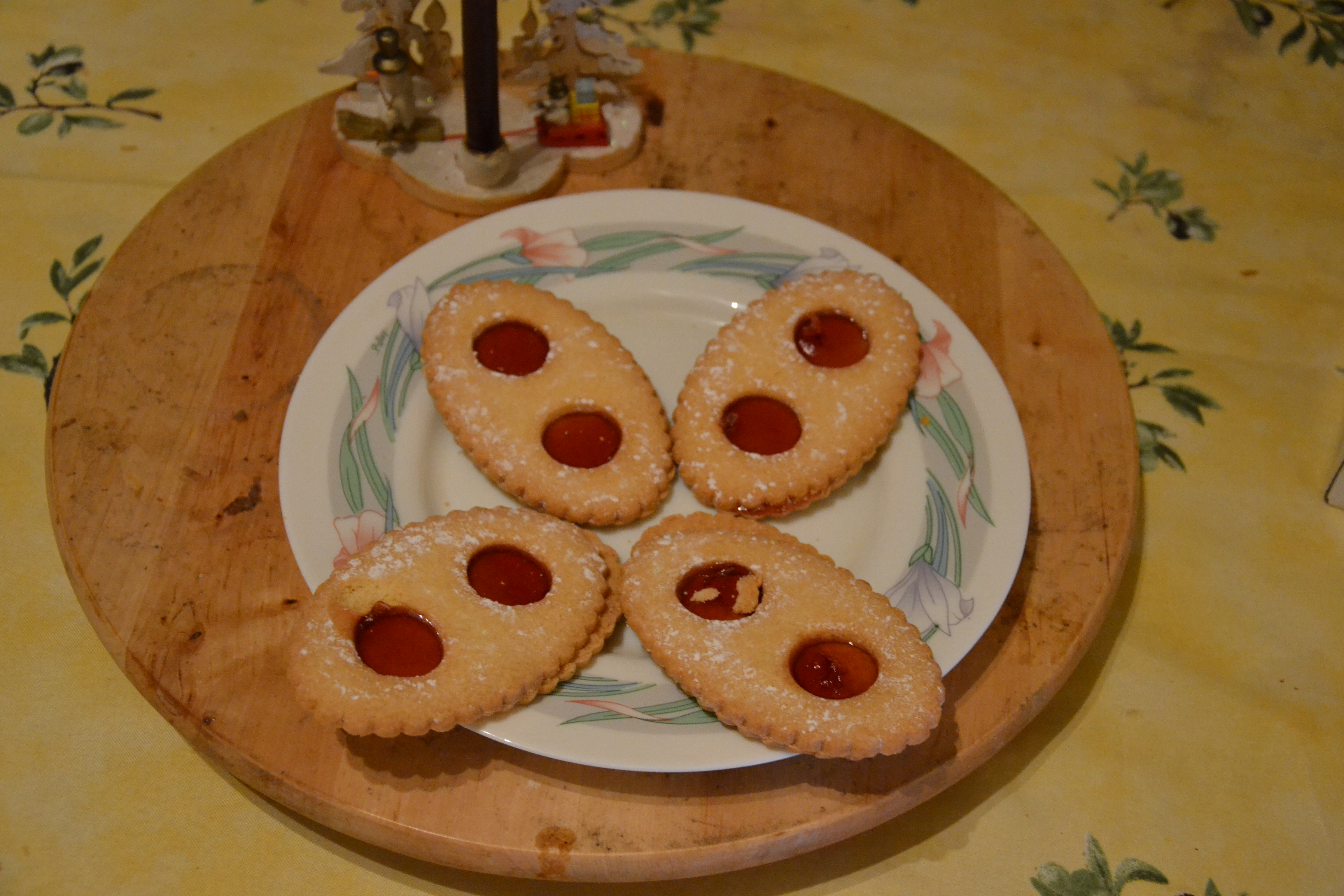
Lunettes de Romans.

Les lunettes de Romans sont un sablé pâtissier à la forme d'un cercle, ou d'un losange arrondi, aux bords dentelés. Il est recouvert de sucre glace. Composé de deux épaisseurs et garni d'un fourrage (framboise ou abricot), sa partie supérieure est percée de deux ou trois trous. Avec deux trous, il ressemble à un loup (masque), dont on verrait les deux orbites ou à une paire de lunettes ; avec trois, à une figure riante. Il se compose de farine, de sucre, d’œufs, de matières grasses, de levure et de beurre. Il est fourré de confiture. On les trouve dans différents lieux en France mais leur terroir d'origine est le Dauphiné, à Romans-sur-Isère.

#### Gâteau aux noix de Grenoble
Le gâteau aux noix de Grenoble que l’on trouve parfois sous le nom de dauphinois (parfois même dauphinoix), ou grenoblois, est une pâtisserie, spécialité de la région Grenoble. Cette recette utilise comme son nom l’indique des noix de Grenoble (AOC depuis 1938) comme ingrédient principal. Le gâteau originel, que l’on peut encore trouver dans quelques pâtisseries de Grenoble et de la région de Vinay, est une sorte de tourte, fourrée de miel, de caramel et de crème aux noix.

#### Suisse de Valence

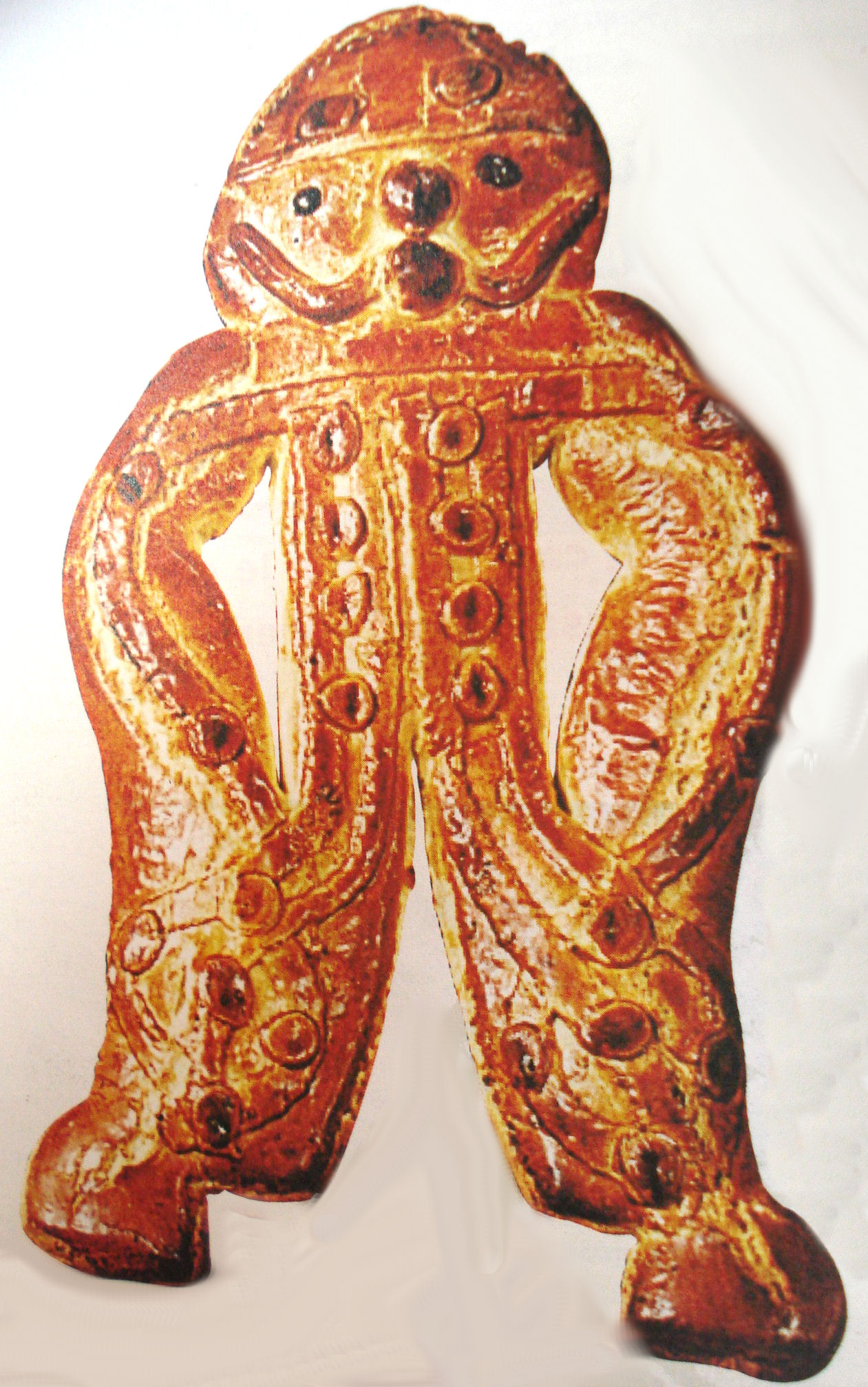
Suisse de Valence.

Le Suisse, spécialité de Valence, est un biscuit un peu compact en forme de bonhomme. Il est en pâte sablée et contient de petits morceaux d'écorce d'orange confite. Il est parfumé à la fleur d'oranger. Le nom, la forme et la décoration de ce biscuit sont inspirés de l'uniforme des gardes suisses du pape Pie VI, prisonnier puis décédé à Valence, en 1799. Il est caractéristique avec son chapeau sur la tête, une fine moustache, des yeux en grains de café et des boutons en raisins de Corinthe.

#### Pain-coing

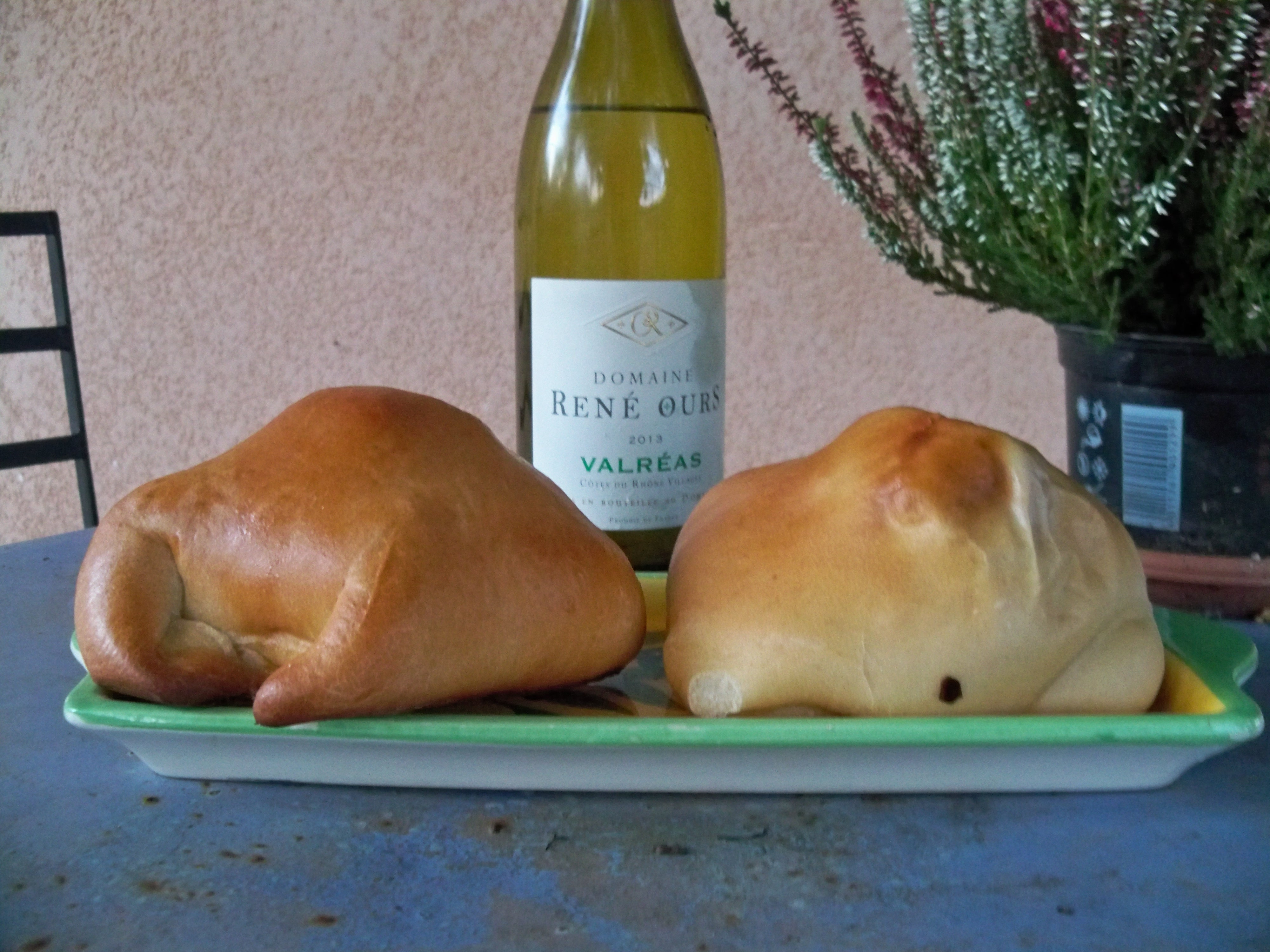
Pain-coing.

Le pain-coing est une pâtisserie provençale qui est élaborée à base de pâte à pain et de coing. Ce mets automnal est fabriqué aussi bien en boulangerie qu'en pâtisserie ou familialement. Il se trouve principalement dans le Vaucluse, les Bouches-du-Rhône, la partie rhodanienne de la Drôme, de l'Ardèche et du Gard, en Drôme provençale et dans la partie méridionale des Alpes-de-Haute-Provence.
Le fruit qu'il utilise est le coing de Provence, qui « se distingue des autres coings par sa taille plus petite, sa forme plus régulière, son parfum agréable et persistant, sa couleur jaune vif à maturité avec, occasionnellement, des traces un peu verdâtres sur le côté resté à l’ombre ». Dénommé pan coudoun en Provence, c'était « un régal réservé aux pauvres qui attendaient la fin de la cuisson du pain au four banal pour amener leurs sucreries ». Puis il devint le régal des petits écoliers, sa consommation commençant à la rentrée des classes et se faisant à l'heure du goûter. Les enfants surnommaient leur pain-coing, le « pingouin ».

#### Pangée
La pangée est un gâteau à base d'abricot, d'amande, de pomme et de miel.

#### Ruifard de Valbonnais
Le ruifard de Valbonnais est un mets traditionnel isérois, originaire de la ville lui ayant donné son nom dans le sud-Isère. C'est une tourte farcie de pommes rouges produites dans cette région, ces dernières sont revenues au beurre avec un peu de chartreuse verte.

#### Tarte des Alpes
La tarte des Alpes est une pâtisserie spécifique des Alpes du Sud. Elle est fourrée à la confiture et recouverte de croisillons de pâte. Fabriquée artisanalement par les pâtissiers des Hautes-Alpes et des Alpes-de-Haute-Provence, ou industriellement par quelques entreprises haut-alpines, elle a l'avantage de pouvoir se conserver plusieurs mois sans perdre ses qualités gustatives.